# American Idol
American Idol (w 2002 podtytuł: The Search for a Superstar) – amerykański program telewizyjny typu reality i talent show. Jest adaptacją brytyjskiego Pop Idol, który został stworzony w 2001 roku przez Simona Fullera, a później pojawił się w regionalnych wersjach w ponad stu państwach na świecie. Kolejne edycje American Idola są produkowane od 2002 nieprzerwanie do dziś, a każdego kolejnego roku pojawia się następna. Od pierwszego odcinka, którego premiera odbyła się 11 czerwca 2002, emisją programu zajmuje się amerykańska stacja telewizyjna Fox. Pierwsza edycja odbyła się między czerwcem a wrześniem, a wszystkie kolejne między styczniem a majem. Obecnie odcinki nadawane są w środowe i czwartkowe wieczory.
Program ma za zadanie wyłonić najlepsze talenty wokalne. Chętni, których obowiązują granice wiekowe (zmieniały się one w całej historii, a obecnie wynoszą 15 do 28 lat), przychodzą na castingi odbywane w kilku miastach w Stanach Zjednoczonych, gdzie jury podejmuje decyzje o przepuszczeniu poszczególnych uczestników dalej lub eliminowaniu ich. Kolejnym etapem rywalizacji jest tydzień w Hollywood, a od edycji dziesiątej także w Las Vegas. Ostatecznie wybrana, określona liczba osób występuje w odcinkach emitowanych w telewizji na żywo, podczas których kolejni wykonawcy są eliminowani. Najlepsza dwójka bierze udział w finale, w którym wyłaniany jest zwycięzca. Nagrodą dla niego jest profesjonalny kontrakt płytowy. W odcinkach na żywo rola jurorów ogranicza się prawie wyłącznie do komentowania występów, a o losie uczestników decydują widzowie za pomocą telefonów i wiadomości SMS. We wszystkich tygodniach zmagania wokalistów są podzielone na dwa odcinki: pierwszy z występami i drugi z ogłoszeniem wyników.
Każda edycja programu poprowadzona została przez Ryana Seacresta, któremu tylko w pierwszej towarzyszył w tej roli Brian Dunkleman. W całej historii zmieniał się skład jury. Nieprzerwanie od samego początku zasiada w nim muzyk Randy Jackson. Przez pierwsze dziewięć edycji częścią panelu jurorskiego był łowca talentów Simon Cowell, a przez osiem piosenkarka Paula Abdul. Tylko w edycji ósmej i dziewiątej w jury zasiadała wokalistka Kara DioGuardi, a w samej dziewiątej osobowość telewizyjna Ellen DeGeneres. W dziesiątej i jedenastej Jacksonowi towarzyszyła piosenkarka Jennifer Lopez i wokalista zespołu Aerosmith, Steven Tyler, natomiast w dwunastej zastąpiły ich gwiazdy muzyczne: Mariah Carey, Nicki Minaj i Keith Urban. W latach 2002–2008 w programie brała udział trójka jurorów, w 2009 i 2010 czwórka, w 2011 i 2012 trójka, a w 2013 ponownie czwórka.
American Idol jest jednym z największych hitów w historii amerykańskiej telewizji. W latach 2005–2011 odnotowywał najwyższe wyniki oglądalności spośród wszystkich emitowanych wówczas programów i jest jedynym, który utrzymywał się przy tym tytule przez aż siedem sezonów. Liczba widzów przeważnie plasuje się między 20 a 30 milionami, choć czasami spadała poniżej dolnej granicy i przekraczała tę górną, niejednokrotnie zbliżających się do 40 milionów. Program zapoczątkował w amerykańskiej telewizji modę na podobne reality i talent shows. Pomógł wylansować wiele gwiazd muzycznych, między innymi Kelly Clarkson, Carrie Underwood, Jennifer Hudson, Jordin Sparks i Adama Lamberta. Stał się jednak obiektem krytyki związanej przede wszystkim z faworyzacją zwycięzców pod względem pochodzenia, rasy i płci oraz niesamodzielnością uczestników w prowadzeniu kariery po zakończeniu programu.

## Historia

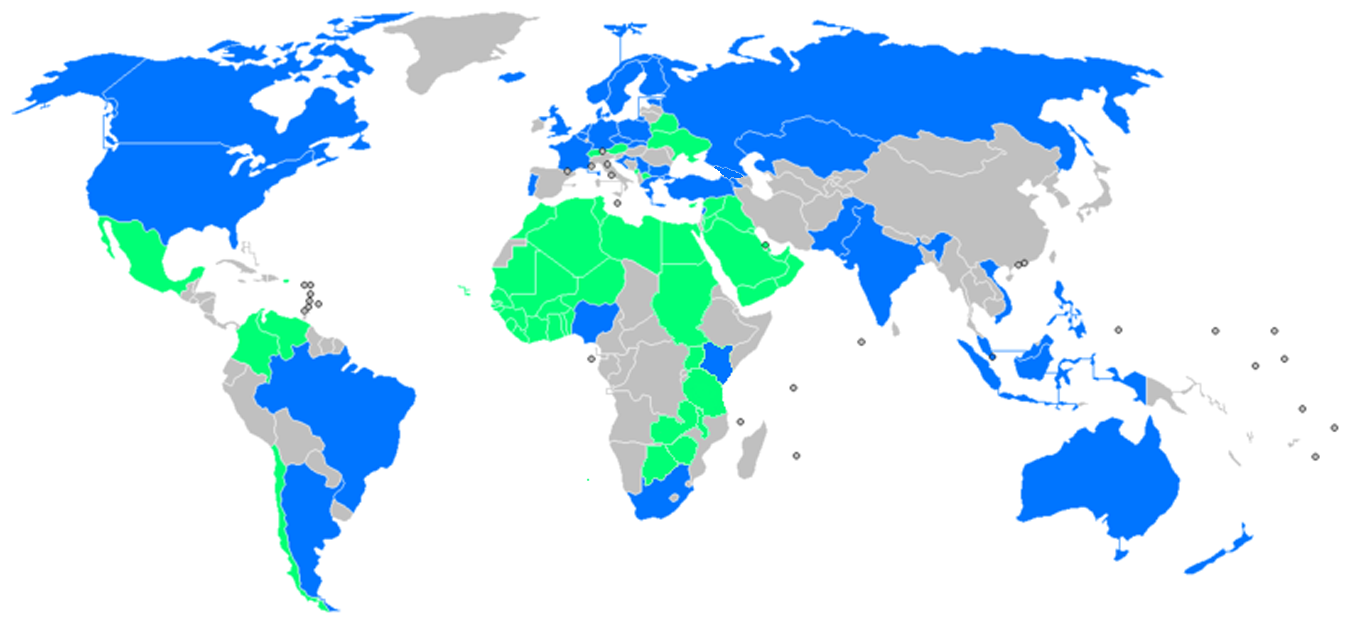
Kolorem niebieskim zaznaczono państwa, w których pojawiła się regionalna wersja Idola, a zielonym te, które częściowo brały udział w wersjach innego kraju

W 2001 w Wielkiej Brytanii pojawił się program Pop Idol, który został stworzony przez Simona Fullera. Bazował on na programie Popstars, który zadebiutował w 1999 w Nowej Zelandii. Pop Idol doczekał się dwóch edycji, które odbyły się w 2001 i 2002. Następnie został zastąpiony przez produkowany do dziś The X Factor. Fuller i jeden z jurorów, Simon Cowell, starali się sprzedać format Idola Stanom Zjednoczonym, jednak żadna ze stacji telewizyjnych nie wyraziła chęci kupienia go. Ostatecznie decyzję o zaadaptowaniu brytyjskiego programu podjął Rupert Murdoch, właściciel korporacji News Corporation, do której należy Fox Broadcasting Company. Zachęciła go do tego córka Elizabeth, fanka brytyjskiego Pop Idola. American Idol: The Search for a Superstar zadebiutował latem 2002 na antenie telewizji Fox. Obecnie wiadomo, że American Idol potrwa co najmniej do roku 2013.

## Prowadzący i jury
Poniższa tabela przedstawia przegląd prowadzących i jurorów programu.
    aktualnie     dawniej
| osoba           | Edycja 1 (2002) | Edycja 2 (2003) | Edycja 3 (2004) | Edycja 4 (2005) | Edycja 5 (2006) | Edycja 6 (2007) | Edycja 7 (2008) | Edycja 8 (2009) | Edycja 9 (2010) | Edycja 10 (2011) | Edycja 11 (2012) | Edycja 12 (2013) | Edycja 13 (2014) |
| Prowadzący      | Prowadzący      | Prowadzący      | Prowadzący      | Prowadzący      | Prowadzący      | Prowadzący      | Prowadzący      | Prowadzący      | Prowadzący      | Prowadzący       | Prowadzący       | Prowadzący       |                  |
| --------------- | --------------- | --------------- | --------------- | --------------- | --------------- | --------------- | --------------- | --------------- | --------------- | ---------------- | ---------------- | ---------------- | ---------------- |
| Ryan Seacrest   |                 |                 |                 |                 |                 |                 |                 |                 |                 |                  |                  |                  |                  |
| Brian Dunkleman |                 |                 |                 |                 |                 |                 |                 |                 |                 |                  |                  |                  |                  |
| Jurorzy         |                 |                 |                 |                 |                 |                 |                 |                 |                 |                  |                  |                  |                  |
| Randy Jackson   |                 |                 |                 |                 |                 |                 |                 |                 |                 |                  |                  |                  |                  |
| Simon Cowell    |                 |                 |                 |                 |                 |                 |                 |                 |                 |                  |                  |                  |                  |
| Paula Abdul     |                 |                 |                 |                 |                 |                 |                 |                 |                 |                  |                  |                  |                  |
| Kara DioGuardi  |                 |                 |                 |                 |                 |                 |                 |                 |                 |                  |                  |                  |                  |
| Ellen DeGeneres |                 |                 |                 |                 |                 |                 |                 |                 |                 |                  |                  |                  |                  |
| Jennifer Lopez  |                 |                 |                 |                 |                 |                 |                 |                 |                 |                  |                  |                  |                  |
| Steven Tyler    |                 |                 |                 |                 |                 |                 |                 |                 |                 |                  |                  |                  |                  |
| Nicki Minaj     |                 |                 |                 |                 |                 |                 |                 |                 |                 |                  |                  |                  |                  |
| Mariah Carey    |                 |                 |                 |                 |                 |                 |                 |                 |                 |                  |                  |                  |                  |
| Keith Urban     |                 |                 |                 |                 |                 |                 |                 |                 |                 |                  |                  |                  |                  |

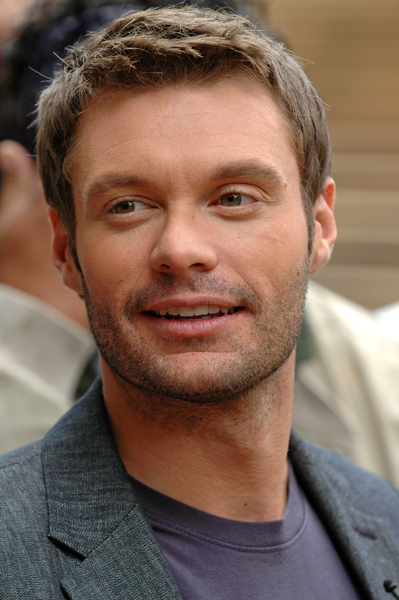
Ryan Seacrest, prowadzący każdej edycji.

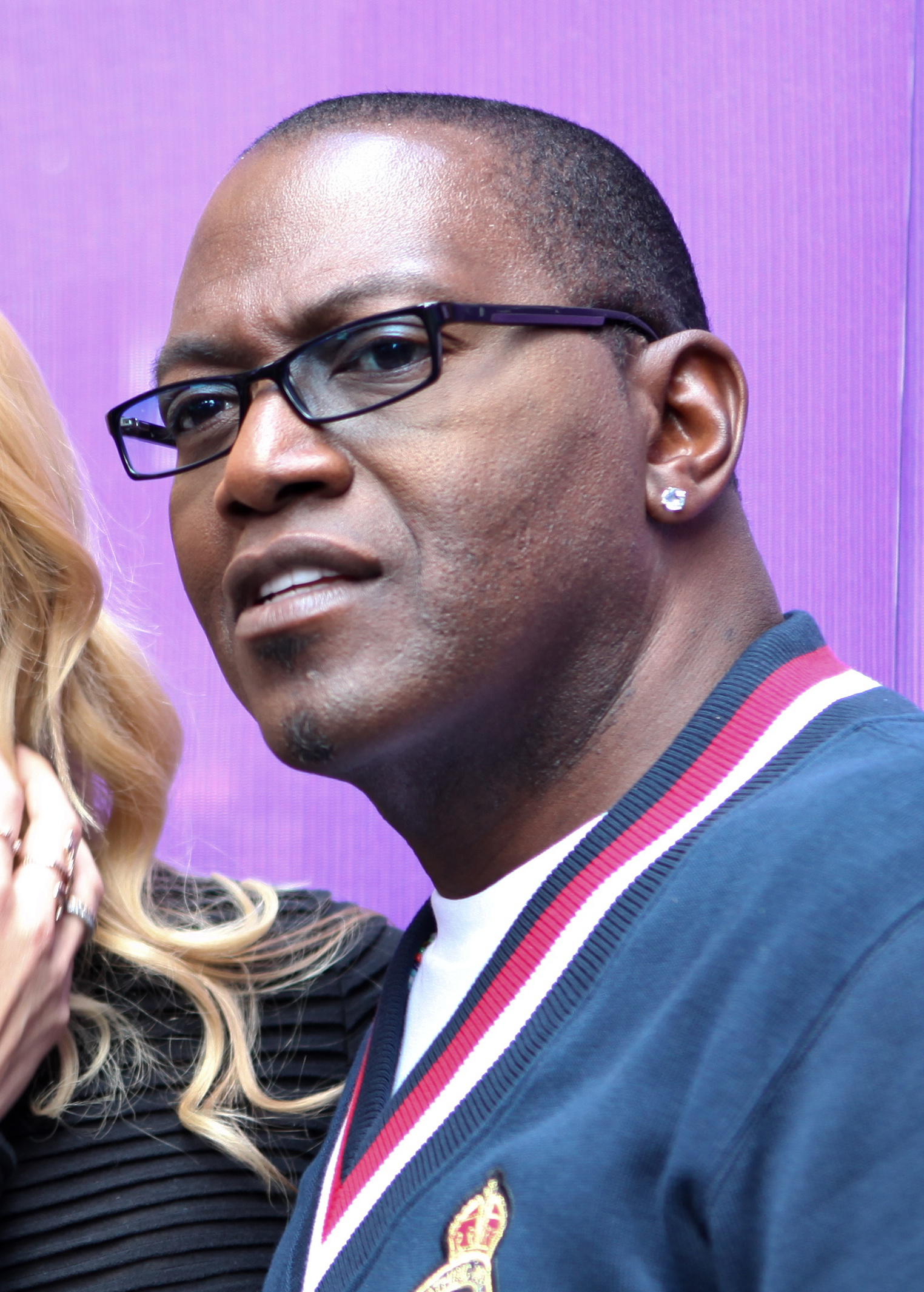
Randy Jackson, juror pierwszej i dwunastej edycji

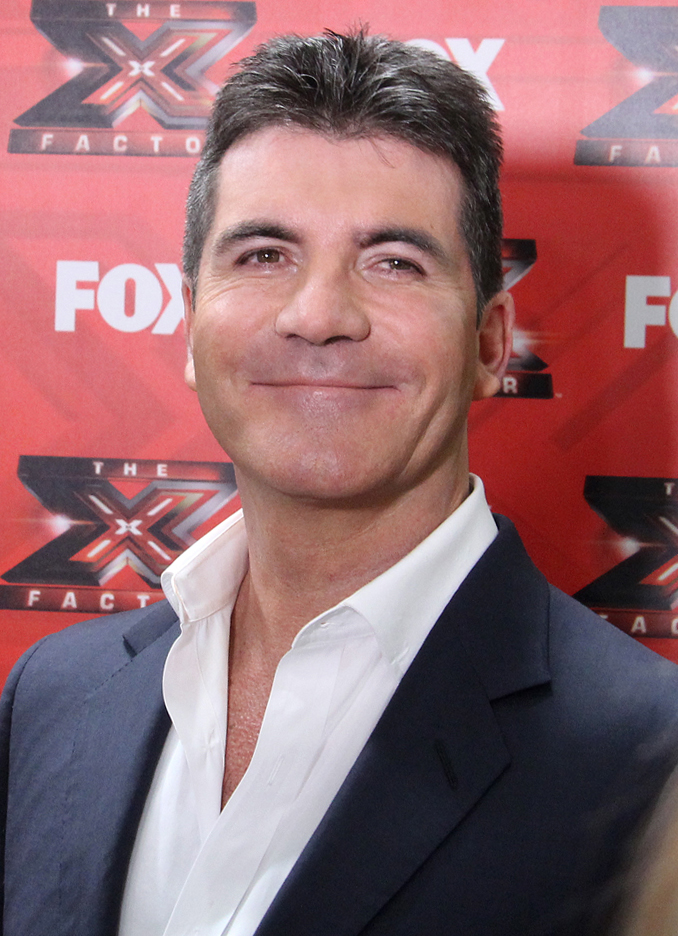
Simon Cowell, juror pierwszych dziewięciu edycji.

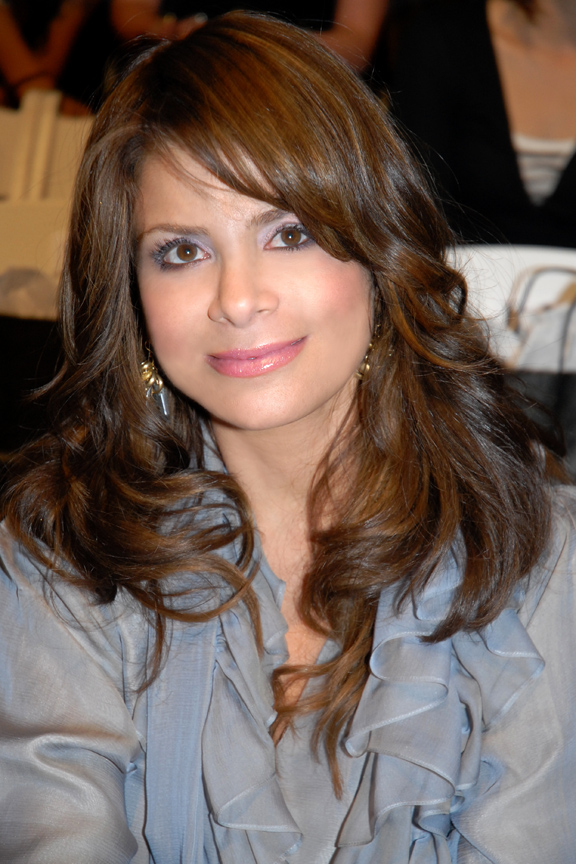
Paula Abdul, jurorka pierwszych ośmiu edycji.

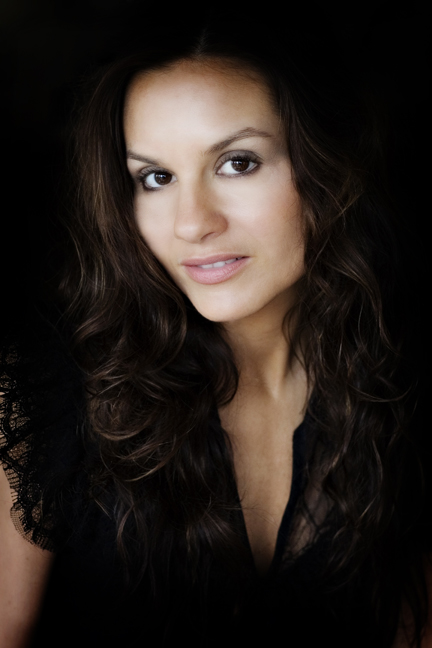
Kara DioGuardi, jurorka ósmej i dziewiątej edycji.

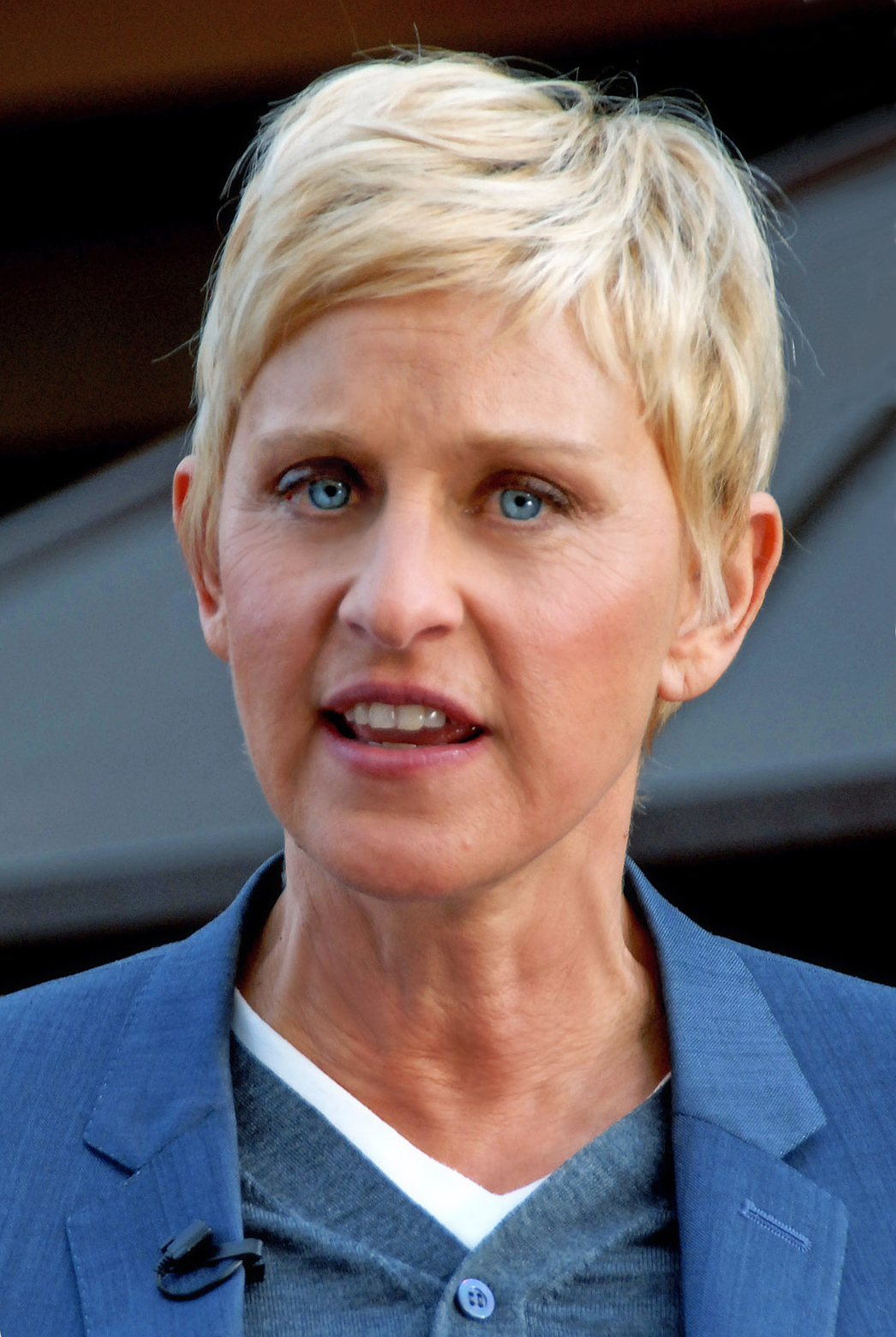
Ellen DeGeneres, jurorka dziewiątej edycji.

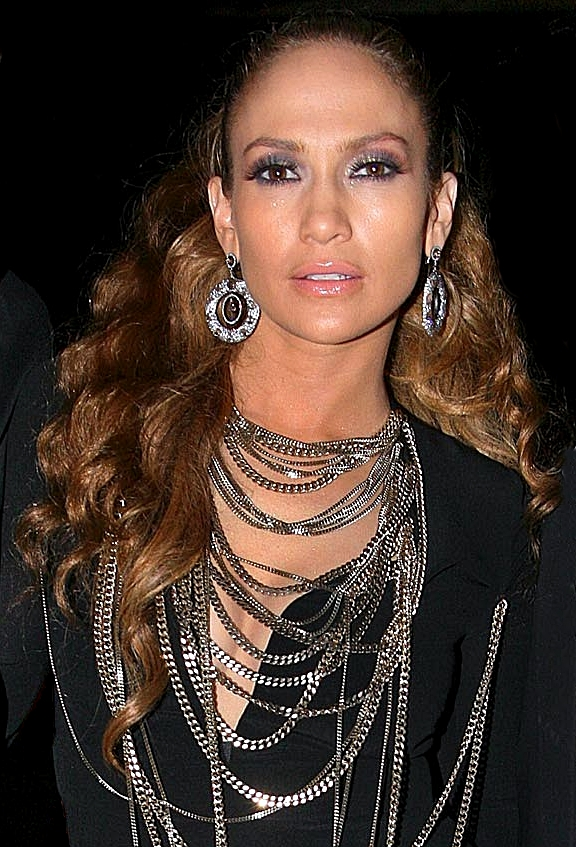
Jennifer Lopez, jurorka dziesiątej, jedenastej, trzynastej i czternastej i Piętnastej edycji.

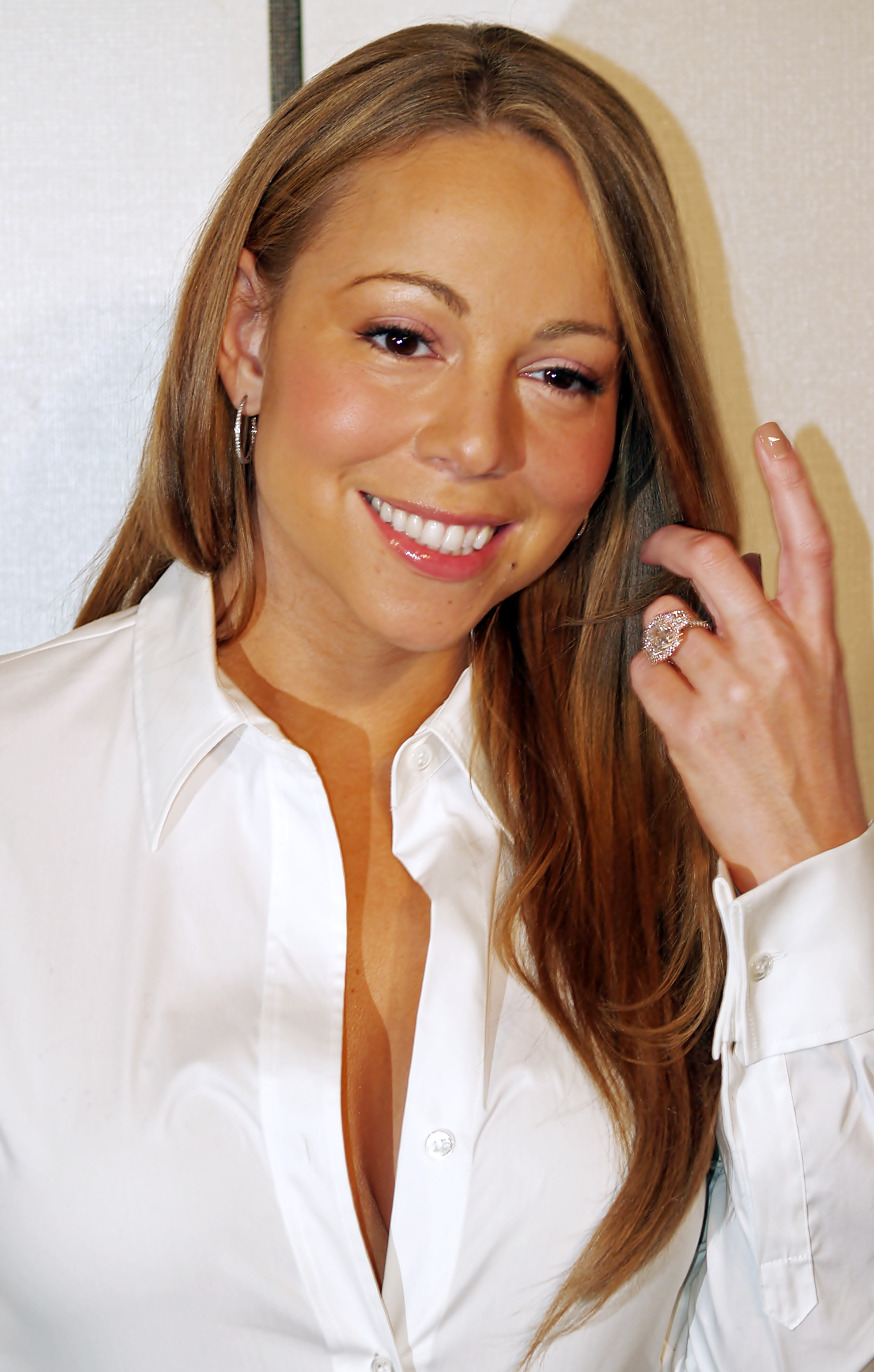
Mariah Carey, jurorka dwunastej edycji.

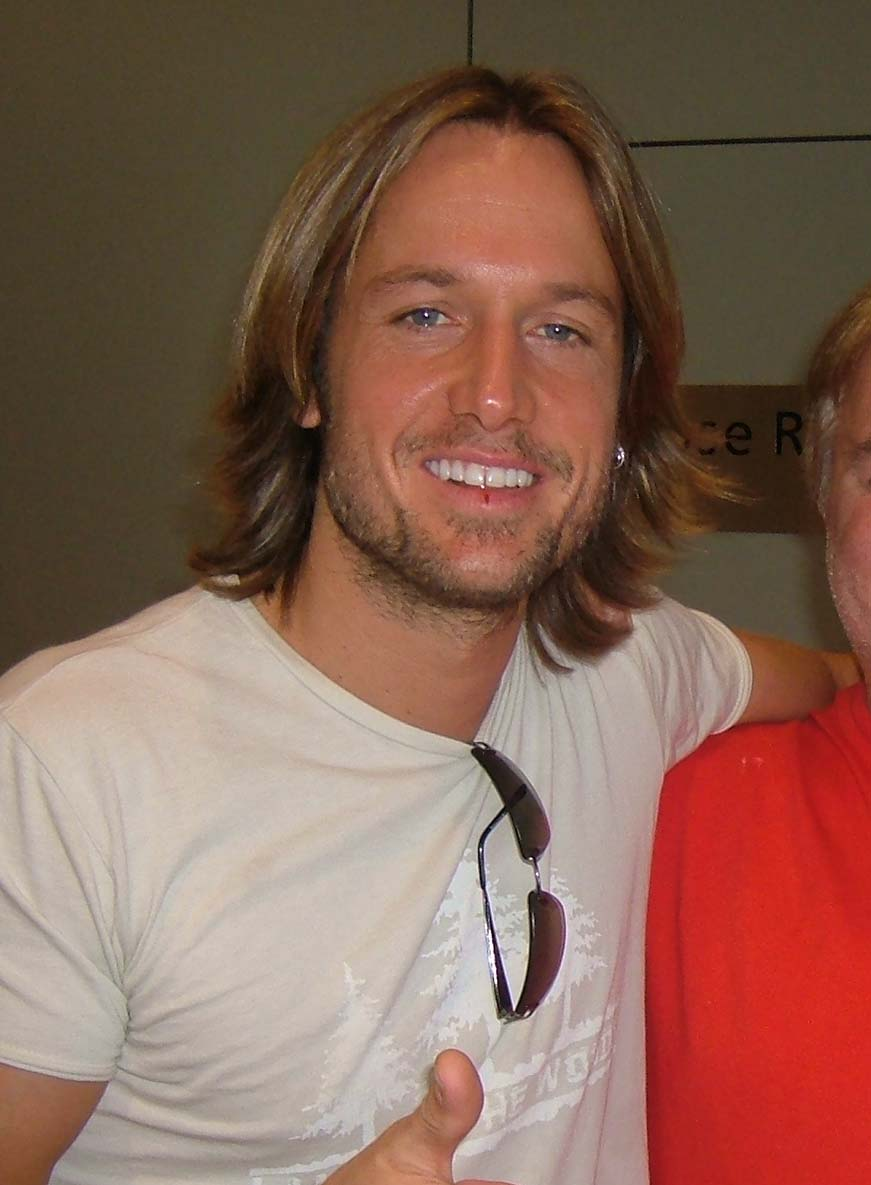
Keith Urban, juror dwunastej, trzynastej i czternastej i Piętnastej edycji.

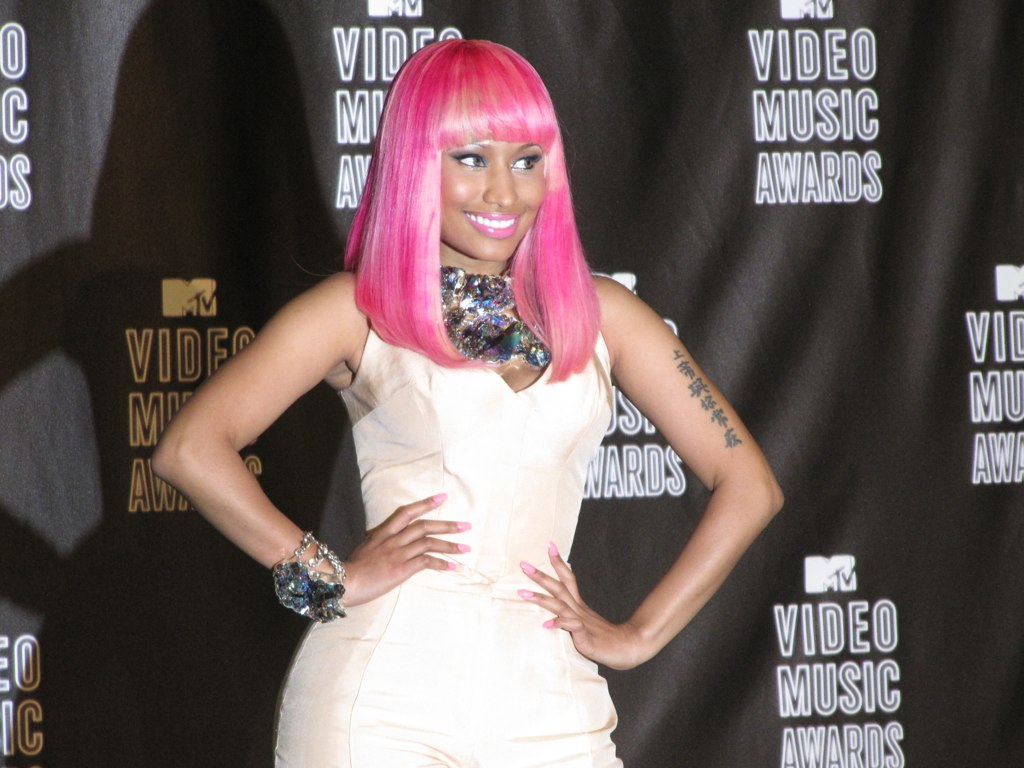
Nicki Minaj, jurorka dwunastej edycji.

Prowadzącymi pierwszej edycji byli radiowy DJ Ryan Seacrest oraz komik i aktor Brian Dunkleman, który później zrezygnował z tej posady. Od edycji drugiej nieprzerwanie do dziś jedynym prowadzącym jest Seacrest.
W skład pierwotnego jury wchodzili: Simon Cowell, Paula Abdul, Randy Jackson i radiowy DJ Stryker, który przed rozpoczęciem pierwszej edycji odszedł z programu. W drugiej edycji w jury zasiadła radiowa prezenterka Angie Martinez, jednak zrezygnowała ona z udziału w show po kilku castingach, gdyż krytykowanie uczestników okazało się dla niech zbyt trudne. Cowell, Adbul i Jackson jurorowali przez pierwsze osiem edycji. W edycji ósmej dołączyła do nich Kara DioGuardi. Wskutek problemów z negocjacjami w sprawie dalszego kontraktu, po zakończeniu ósmej edycji jury opuściła Paula Abdul. Na castingach do edycji dziewiątej na krześle czwartego jurora zasiadło kilka gwiazd, każda w jednym z miast. Od kolejnego etapu, tygodnia w Hollywood, aż do samego finału stałą posadę czwartego jurora obejmowała Ellen DeGeneres.
Po zakończeniu dziewiątej edycji z jurorowania w programie zrezygnowali Simon Cowell, który postanowił skupić się na startującej amerykańskiej wersji The X Factor, Ellen DeGeneres, która uznała, że nie pasuje do programu, a także Kara DioGuardi, która nie podała żadnego powodu. W panelu jurorskim pozostał więc tylko Randy Jackson. W edycji dziesiątej dołączyli do niego Jennifer Lopez i Steven Tyler. To samo trzyosobowe jury oceniało w edycji jedenastej, po zakończeniu której Tyler i Lopez ogłosili odejście z programu. Na razie wiadomo oficjalnie, że w edycji dwunastej do Jacksona dołączy Mariah Carey, ponadto nieoficjalnie media donoszą o planach zatrudnienia Nicki Minaj i Keitha Urbana.

## Proces selekcji
Podczas programu w serii kroków wybierany jest, spośród dziesiątek tysięcy osób, ewentualny zwycięzca.

### Kwalifikacja uczestników
Obecny przedział wiekowy dla uczestników wynosi 15–28 lat. Początkowy limit wieku wynosił 16-24 w pierwszych trzech sezonach, ale górna granica została podniesiona do 28 w sezonie 4. W dniu 21 czerwca 2010 r., American Idol ogłosił, że granica wieku, zostanie obniżone do 15 lat. Uczestnicy muszą posiadać stałe miejsce zamieszkania w USA i nie mogą posiada żadnych bieżących kontraktów przed półfinałami (w poprzednich lat przed przesłuchaniami).

### Przesłuchania wstępne
W pierwszych kilku sezonach uczestnicy musieli przejść przez dwie rygorystyczne eliminacje. Pierwszym etapem było krótkie przesłuchanie po dwóch lub trzech uczestników przed producentami programu. Następnie albo przechodzili do kolejnego etapu lub opuszczali program. Spośród tysięcy ludzi, którzy przechodzili na przesłuchania, tylko około 100-200 osób przechodziło przez wstępną selekcję. Jednakże podczas ostatnich kilku sezonów, z korzyścią dla widzów, ominięto pierwszy etap selekcji i każdy kto zjawił się na przesłuchaniu był oceniany przez jury programu. Ci, którzy przeszli przez selekcję przez jury, jechali do Hollywood, aby dalej uczestniczyć w konkursie. W każdym mieście około 10-40 osób zdobywało przepustki do etapu w Hollywood. Nie wszystkie przesłuchania są puszczane na antenie, ponieważ program gości w każdym mieście przez dwa dni, a na przesłuchaniach zjawia się około 10 000 osób. Jeden jednogodzinny odcinek przedstawia dwudniowe przesłuchania w każdym z miast osobno. Podczas jednego sezonu American Idol odwiedza tylko dziesięć miast, nigdy jedno miasto nie jest odwiedzane przez trzy sezony z rzędu.

### Hollywood
Podczas etapu w Hollywood uczestnicy występują przed sędziami, którzy dokonują eliminacji, w różnych dniach. Podczas pierwszego sezonu uczestnicy wybierali piosenkę z listy do zaśpiewania podczas pierwszej rundy. Do następnej rundy uczestnicy dzielili się na mniejsze grupki i śpiewali jedną piosenkę razem. Podczas ostatniej rundy każdy uczestnik wykonywał piosenkę wybraną przez siebie a cappella.
Podczas siódmego sezonu, przesłuchania w Hollywood zostały zmienione i zrezygnowano z występów grupowych. Zamiast tego uczestnicy śpiewali sami pierwszego dnia i, jeśli sędziowie uznali, że występ był wystarczająco dobry, przechodzili do następnej rundy, w innym przypadku zawodnik miał jeszcze jedną szansę, aby zaimponować sędziom przed ostatnią rundą. Po raz pierwszy uczestnicy mogli używać instrumentu podczas śpiewani, jeśli tego chcieli.

### Półfinały

#### Sezony 1-3
W pierwszych trzech sezonach półfinaliści zostali podzieleni przypadkowo na dwie grupy. Każdy uczestnik śpiewał wtedy podczas występu jego grupy. Podczas pierwszego sezonu uczestnicy podzieleni zostali na trzy grupy, spośród których po trzech najlepszych przechodziło do finałów. W drugim i trzecim sezonie uczestnicy podzieleni zostali na cztery grupy po osiem osób i do finałów dostawały się po dwie najlepsze osoby z każdej z grup.
W trzech pierwszych sezonach istniała dzika karta, czyli jeden finalista był wybierany przez sędziów. Jednakże w drugim i trzecim sezonie każdy sędzi wybierał jednego finalistę, a publiczność pozostałych czterech.

#### Sezony 4-7, 9
W sezonach od czwartego do siódmego, wybierano dwudziestu czterech półfinalistów i dzielono ich na dwie grupy względem płci, aby w finałach było po 6 kobiet i 6 mężczyzn. Obie grupy śpiewały podczas różnych wieczorów i dwójka z najmniejszą liczbą głosów odpadała co tydzień (do momentu gdy pozostało dwunastu finalistów) z programu. Do siódmego sezony półfinaliście nie mogli grać na instrumencie podczas śpiewania. Taka sama forma została użyta także w dziewiątym sezonie.

#### Sezon 8
W sezonie ósmym wyłoniono trzydziestu sześciu półfinalistów. Przez trzy kolejne wtorki, dwunastu różnych półfinalistów śpiewało w nadziei na pozostanie w konkursie. Gdy zostawały ogłaszane wyniki do finału przechodzili mężczyzna z największą liczbą głosów, kobieta z największą liczbą głosów oraz półfinalista z największą liczbą głosów z pozostałej dziesiątki. Podczas tego sezonu powróciła także dzika karta, sędziowie mieli prawo wybrać trójkę półfinalistów wcześniej już wyeliminowanych. Jednakże sędziowie, ku zdziwieniu widzów, wybrali czterech dodatkowych finalistów i utworzyli top13 zamiast top12.

### Finały
Finały są emitowane na żywo najlepszym czasie antenowym przez CBS Television City w Los Angeles przed publicznością zgromadzoną w studio. Finały trwały przez osiem tygodni w pierwszym sezonie oraz jedenaście w kolejnych. Każdy finalista wykonywał piosenkę lub piosenki wybrane z cotygodniowych tematów. Podczas pierwszych kilku tygodni każdy finalista śpiewa jedną piosenkę, top4 i top5 śpiewa po dwie piosenki, a top3 wykonuje po trzy piosenki.
Tematy są oparte na gatunku muzycznym, utworach nagranych przez poszczególnych artystów lub o takie tematy jak piosenki numer jeden listy Billboard, bądź też piosenki z roku urodzenia uczestnika.
W przeszłości tematy dotyczyły m.in. Motown, disco oraz muzyka takich artystów jak na przykład: Michael Jackson, The Beatles, Queen, Billy Joel, Bee Gees, Gloria Estefan, Elton John, Mariah Carey, Andrew Lloyd Webber, Dolly Parton i Elvis Presley. Zawodnicy zazwyczaj pracują nad piosenką z mentorem, którym jest jakaś sławna osoba z przemysłu muzycznego.
Po każdym odcinku, w którym występują finaliści emitowany jest następnego wieczoru odcinek, w którym ujawniane są wyniki głosowania I odpada jeden uczestnik. Wyłaniana jest trójka uczestników z najmniejszą liczbą głosów w danym odcinku, następnie jeden finalista jest informowany, że jest bezpieczny, a z pozostałej dwójki jeden finalista odpada z programu i wraca do domu.
W ósmym I dziewiątym sezonie sędziowie mili prawo do jednokrotnego uratowania jednego z uczestników, jeśli poczuli, że publiczność podjęła złą decyzję. Jeśli podjęli jednomyślną decyzję mogli uratować uczestnika przed eliminacją, lecz w następnym tygodniu muszą odpaść dwie osoby. Prawo to przysługuje tylko raz w czasie trwania całego sezonu, ale nie działa już gdy zostanie pięciu uczestników. Gdy uczestnik odpada z finału, wyświetlany zostaje filmik o jego drodze podczas programu i na koniec śpiewa on piosenkę.
W finale pozostała dwójka finalistów także wykonuje piosenki, aby wyłonić zwycięzcę. Podczas pierwszego sezonu oraz od trzeciego do szóstego finał był transmitowany z Kodak Theatre, w którym zasiadała 3 400-osobowa widownia. Finał drugiego sezonu odbywał się w Gibson Amphitheatre. Od siódmego sezonu finał ma miejsce w Nokia Theatre, w którym zmieści się ponad 7000 osób. Zwycięzca jest wyłaniany na koniec programu, w którym zawsze ogłaszano wyniki.

### Nagroda dla zwycięzcy i finalistów
Zwycięzca otrzymuje kontrakt z wiodącą wytwórnią płytową, który może oznaczać wydanie do sześciu albumów w ciągu siedmiu lat, oraz kontrakt z wytwórnią powiązaną z American Idol – 19 Management (posiada pierwszeństwo w zaproponowaniu kontraktu finalistom). Wszyscy poprzedni zwycięzcy zarobili przynajmniej jeden milion dolarów w pierwszym roku po wygraniu sezonu. Wszystkie osoby, które zajęły drugie miejsca oraz kilkoro uczestników zajmujących inne miejsca podpisało kontrakty płytowe. Pierwsza dziesiątka finalistów z każdego finału otrzymuje przywilej uczestnictwa w trasie koncertowej, gdzie każdy może zarobić nawet milion dolarów.

## Streszczenie sezonów

### Przegląd
Początkowo Fox wraz z innymi nadawcami odrzucała American Idol. Jednak Rupert Murdoch, szef spółki matki telewizji Fox, został przekonane do kupienia tego programu przez swoją córkę Elisabeth, która była fanką brytyjskiej wersji.(9) Poprzez słowa generowane przez uczestników oraz obecność, znanego z ciętego języka brytyjskiego sędziego Simona Cowella program szybko stał się fenomenem. 

### Sezon 1

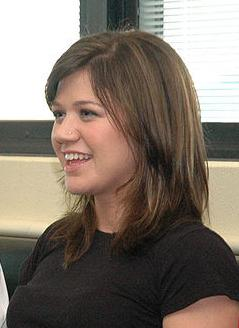
Kelly Clarkson, zwyciężczyni pierwszego sezonu.

Pierwszy sezon American Idol zadebiutował bez żadnego ogromnego szumu wokół w czerwcu 2002 roku na antenie telewizji Fox. Program był wtedy prowadzony przez Ryana Seacresta i Briana Dunklemana. Show był emitowany przez trzynaście tygodni od czerwca do września. Szacowana liczba widzów, którzy oglądali finał pierwszego sezonu we wrześniu 2002 wynosiła 22.700.000.
Zwyciężczyni, Kelly Clarkson, podpisała kontrakt z RCA Records, marką która współpracuje z 19 Management. Zaraz po finale Clarkson wydała dwa single, w tym piosenkę koronacyjną „A Moment Like This. Zwyciężczyni od tego czasu wydała osiem albumów, w tym między innymi Thankful, Breakaway, My December oraz All I Ever Wanted. Clarkson jako pierwszy uczestnik programu zdobyła nagrodę Grammy (łącznie posiada 3 statuetki Grammy) i otrzymała także wiele innym nagród muzycznych. Sprzedała ponad 23 milionów płyt na całym świecie, najwięcej ze wszystkich zwycięzców wszystkich programów na franszyzie Idola na świecie. Jest pierwszym uczestnikiem, który posiadał dwa albumy numer jeden na liście Billboard, jedyny, który posiadał dwa single na pierwszym miejscu listy Billboard Hot 100, posiada jeden singiel nie związany z Idolem na pierwszym miejscu oraz ma dwa single, które osiągnęły sprzedaż internetową na poziomie 2 000 000 – „Since U Been Gone”, „My Life Would Suck Without You”. W maju 2010 roku magazyn Billboard nazwał Clarkson odnoszącym największe sukcesy uczestnikiem American Idol wszech czasów. 
Uczestnik zajmujący drugie miejsce Justin Guarini także podpisał kontrakt z RCA Records i wydał swój debiutancki album w 2003 roku po zakończeniu drugiego sezonu. RCA opuściło go krótko po jego debiucie. Guarini założył własną firmę i niezależnie wytworzył album jazzowy w 2005 roku. Jest także prowadzącym/komentatorem dla TV Guide Network.
Oprócz Clarkson i Guarini, kontrakty podpisali także Nikki McKibbin, Tamyra Gray, RJ Helton i Christina Christian. Tamyra Gray podpisała kontakt, ale zrezygnowano z wypuszczenia jej albumu. Później podpisała kontrakt z wytwórnią Simona Fillera 19 Entertainment, wydała debiutancki album w 2004 roku, ale zrezygnowano z wydania jej albumu w 2005 roku.
Program zainspirował powstanie filmu From Justin to Kelly, w którym wystąpiła Kelly Clarkson i Justin Guarini. Musical z wątkiem muzycznym, wyprodukowany przez Simona Fullera, został nakręcony w Miami po sześciu tygodniach od zakończenia sezonu. Po premierze w czerwcu 2003 roku okazało się, że film nie zwrócił się podczas krótkich wyświetleniach w teatrach i często znajduje się w rankingach wśród najgorszych filmów kiedykolwiek wyprodukowanych.
| Data        | Bottom 3                | Bottom 3           | Bottom 3            |
| 17 lipca    | EJay Day                | Jim Verraros       | Nikki McKibbin      |
| 24 lipca    | A.J. Gil                | Ryan Starr         | Christina Christian |
| 31 lipca    | Ryan Starr (2)          | Justin Guarini     | Nikki McKibbin (2)  |
| 7 sierpnia  | Christina Christian (2) | R.J. Helton        | Nikki McKibbin (3)  |
|             | Bottom 2                |                    |                     |
| 14 sierpnia | R.J. Helton (2)         | Nikki McKibbin (4) |                     |
| 21 sierpnia | Tamyra Gray             | Nikki McKibbin (5) |                     |
|             | Top 3                   |                    |                     |
| 28 sierpnia | Nikki McKibbin (6)      |                    |                     |
| 4 września  | Justin Guarini (1)      | Kelly Clarkson     |                     |

### Sezon 2

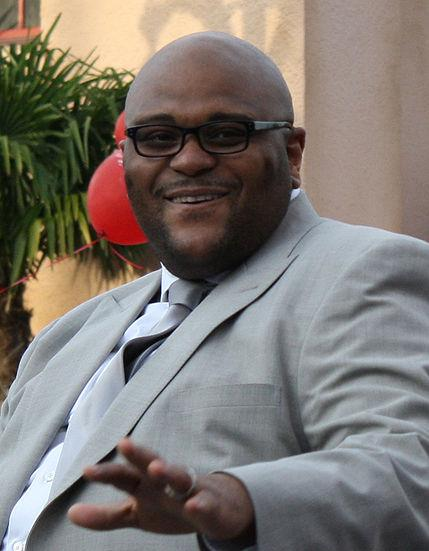
Ruben Studdard, zwycięzca drugiego sezonu.

Po sukcesie pierwszego sezonu, sezon drugi był emitowany od stycznia 2003 roku. Wzrosła liczba odcinków, wzrósł budżet oraz opłaty za czas reklamowy. Dunkleman opuścił program, pozostawiając Seacresta jako samotnego prowadzącego. Kristin Holt została ogłoszona jako współprowadząca, jednak podczas programu jej rola ograniczała się do specjalnego korespondenta.
Tym razem wygrał Ruben Studdard. Spośród 24 milionów głosów, które zostały wtedy nadesłane, zdobył 134 000 głosów więcej niż Clay Aiken i wywiązała się dyskusja w przemyśle komunikacyjnym o telefonicznym systemie głosowania, który był przeciążony i 150 000 połączeń zostało przerwanych, czyniąc głosowanie podejrzanym. Od tamtego czasu system głosowania został zmieniony i ulepszony, aby uniknąć takiego problemu w przyszłości.
W wywiadzie przed sezonem piątym, producent wykonawczy Nigel Lythgoe zasugerował, że Aiken skłonił ludzi do głosowania od kiedy otrzymał dziką kartę, aż do finału. Aiken był pierwszym uczestnikiem, który nie wygrał programu, który miał numer jeden w Stanach Zjednoczonych – „This Is the Night”, napisany przez Chris Braide, Aldo Nova and Gary Burr. Był to najlepszy singiel w USA w 2003 roku, sprzedał się w liczbie ponad jednego miliona i pokrył się sześciokrotną platyną w Kanadzie oraz został numerem jeden w Nowej Zelandii. Pozostaje najlepszym singlem z show kiedykolwiek.
Oprócz Studdarda i Aikena kontrakty podpisali także Kimberley Locke, Josh Gracian i Rasmusen.
W programie powstały pewne kontrowersje po tym jak Frenchie Davis została zdyskwalifikowana z konkursu po tym jak w Internecie ukazały się jej zdjęcia topless. Krótko po udziale w programie dostała rolę na Broadwayu w musicali Rent, i nadal kontynuuje tam pracę. Producenci programu zatrudnili specjalistów od marketingu chrześcijańskiego, aby uniknąć więcej takich problemów.
Po zakończeniu sezonu zwycięzca Ruben Studdad pozwał 205 Flava Inc. Na sumę 2 mln dolarów za używanie jego wizerunku do promocji. Flava odpowiedział twierdząc, że Studdard przyjął ponad 10 000 dolarów w zamian za noszenie koszulki 205 i przedstawiła osiem zrealizowanych czeków na potwierdzenie swojego stanowiska. Sprawa została załatwiona poza sądem.
W 2005 roku uczestnik Corey Clark (zdyskwalifikowany za nieujawnienie pozwu policyjnego) twierdził, że on i Paula Abdul mieli romans, podczas gdy był w konkursie i to przyczyniło się do jego dyskwalifikacji. Pojawił się także zarzut, że Abdul traktowała go priorytetowo z tego powodu. Dalsze dochodzenia prowadzone przez niezależną radę zatrudnioną przez Fox „nie potwierdzają zarzutów lub dowodów dostarczonych przez pana Clarka lub świadków”.
| Data        | Bottom 3                      | Bottom 3              | Bottom 3            |
| 11 marca    | Vanessa Olivarez              | Julia DeMato          | Kimberley Locke     |
| 18 marca    | Charles Grigsby               | Corey Clark           | Julia DeMato (2)    |
| 25 marca    | Julia DeMato (3)              | Kimberly Caldwell     | Rickey Smith        |
|             | Corey Clark (dyskwalifikacja) |                       |                     |
| 1 kwietnia1 | Carmen Rasmusen               | Trenyce               | Kimberley Locke (2) |
| 8 kwietnia  | Rickey Smith (2)              | Kimberly Caldwell (2) | Kimberley Locke (3) |
| 15 kwietnia | Kimberly Caldwell (3)         | Carmen Rasmusen (2)   | Trenyce (2)         |
| 22 kwietnia | Carmen Rasmusen (3)           | Josh Gracin           | Trenyce (3)         |
|             | Bottom 2                      |                       |                     |
| 29 kwietnia | Trenyce (4)                   | Ruben Studdard        |                     |
| 6 maja      | Josh Gracin (2)               | Kimberley Locke (4)   |                     |
|             | Top 3                         |                       |                     |
| 13 maja     | Kimberley Locke (5)           |                       |                     |
| 20 maja     | Clay Aiken                    | Ruben Studdard (1)    |                     |

1 Nikt z najniższej dwójki nie został wyeliminowany podczas programu 1 kwietnia z powodu dyskwalifikacji Coreya Clarka.

### Sezon 3

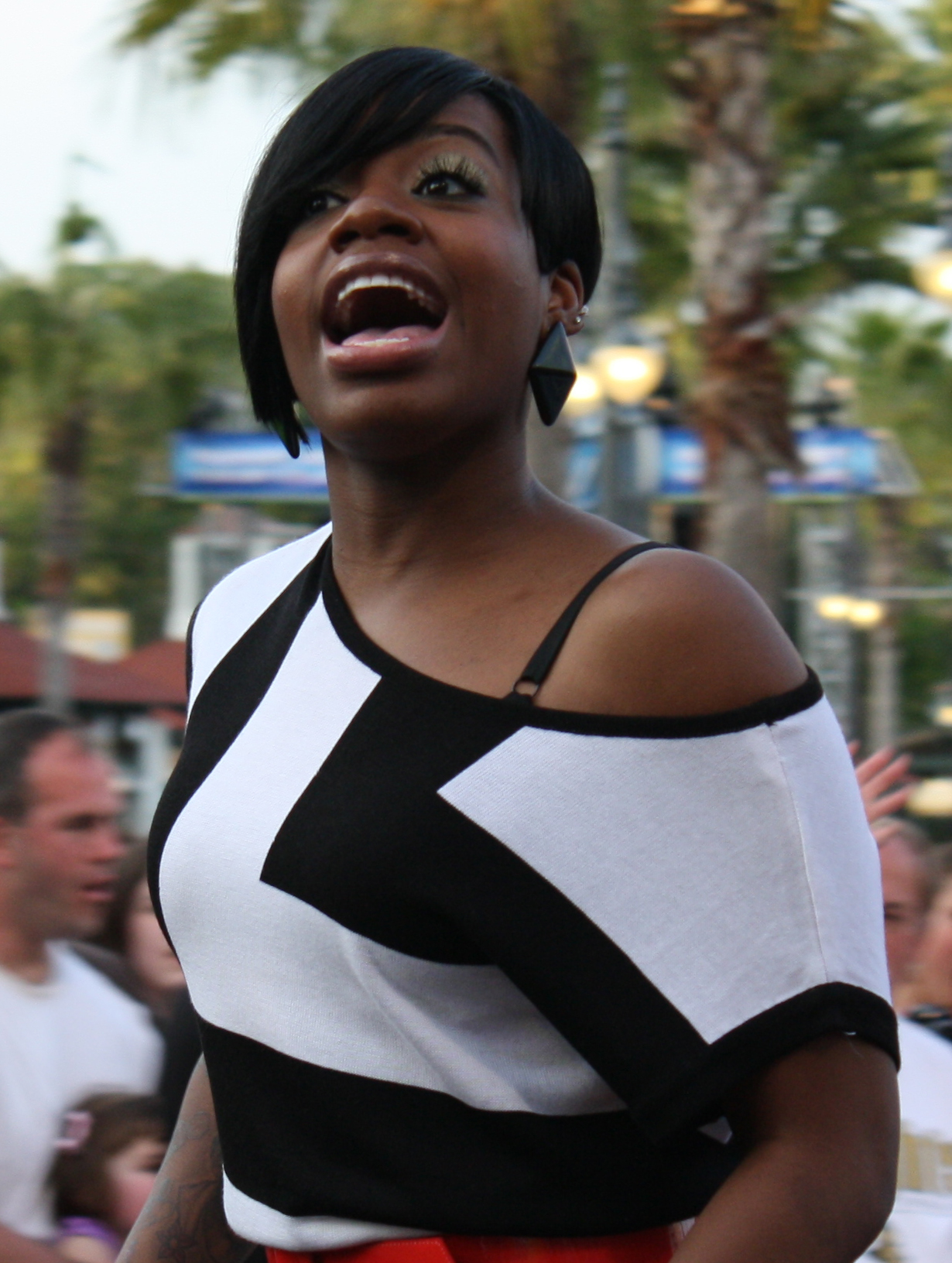
Fantasia Barrino, zwyciężczyni trzeciego sezonu.

Trzeci sezon miał swoją premierę 19 stycznia 2004 roku. Do końca trzeciego sezonu sieć miała zyski rzędu 260 mln dolarów. Zwycięzcą została Fantasia Barrino, później znana jako po prostu „Fantasia”, na drugim miejscu uplasowała się Diana DeGarmo. Trzeci sezon emitowany był także w Australii na kanale Network Ten około pół tygodnia później niż odcinki w Stanach Zjednoczonych. W maju 2005 roku Telescope ogłosił, że podczas trzeciego sezonu oddano około 360 milionów głosów.
Podczas początkowych etapów występował William Hung, student Uniwersytetu Berkeley, który zasłynął z niezbyt udanego wykonania „She Bangs” Ricky’ego Martina. Jego występ, jak również pozytywne nastawienie do krytyki Simona Cowella, zapewnił mu podpisanie kontraktu z Koch Entertainment oraz sprzedaż płyty w wysokości ponad 500 000 sztuk.
Podczas tego sezonu kontrowersje wywołało m.in. wyeliminowanie Jennifer Hudson, podczas gdy w programie pozostali Jon Peter Lewis i John Stevens. Jasmine Trias, pomimo negatywnych uwag Simona Cowella przetrwała w programie i zajęła trzecie miejsce.
Ponad 65 milionów głosów zostało zliczonych podczas finału sezonu, więcej niż podczas dwóch pierwszych sezonów razem. Trzeci sezon wygrała Fantasia i wydała swój pierwszy singiel w czerwcu 2004 roku z RCA. Singiel znalazł się na pierwszym miejscu listy Billboard Hot 100, czyniąc finalistkę pierwszym artystą w historii, którego pierwszy singiel debiutowałby na pierwszym miejscu Hot 100, pozostał tam przez tydzień. Pierwszy singiel Fantasi „I Believe” pokrył się podwójną platyną i otrzymał trzy Billboard Music Aword.
DeGarmo także podpisała kontrakt z RCA. Jej singiel „Dreams” napisany przez Sydneya Braide’a zadebiutował na drugim miejscu sprzedaży elektronicznej oraz na pierwszym na liście Billboard Hot 100. Sprzedaż jej debiutanckiego albumu „Blue Skies” ucierpiała z powodu braku promocji i wtedy poprosiła o zwolnienie jej z umowy z wytwórnią. Od tamtego czasu grała różne role na Broadwayu.
Oprócz Fantasi i Stewart kontrakty podpisali i wydali albumy także Jasmine Trias, LaToya London, George Huff, Jennifer Hudson oraz Camile Velasco. Hudson jako jedyny uczestnik American Idol otrzymała Oscara, za najlepszą rolę drugoplanową w „Dreamgirls”. Jennifer Hudson występowała także w Seks w wielkim mieście oraz Sekretne życie pszczół.
| Data        | Bottom 3            | Bottom 3             | Bottom 3          |
| 17 marca    | Leah LaBelle        | Jennifer Hudson      | Amy Adams         |
| 24 marca    | Matthew Rogers      | Camile Velasco       | Diana DeGarmo     |
| 31 marca    | Amy Adams (2)       | Jennifer Hudson (2)  | LaToya London     |
| 7 kwietnia  | Camile Velasco (2)  | Jasmine Trias        | Diana DeGarmo (2) |
| 15 kwietnia | Jon Peter Lewis     | John Stevens         | Diana DeGarmo (3) |
| 21 kwietnia | Jennifer Hudson (3) | Fantasia Barrino     | LaToya London (2) |
| 28 kwietnia | John Stevens (2)    | George Huff          | Jasmine Trias (2) |
|             | Bottom 2            |                      |                   |
| 5 maja      | George Huff (2)     | Jasmine Trias (3)    |                   |
| 12 maja     | LaToya London (3)   | Fantasia Barrino (2) |                   |
|             | Top 3               |                      |                   |
| 19 maja     | Jasmine Trias (4)   |                      |                   |
| 26 maja     | Diana DeGarmo (3)   | Fantasia Barrino (2) |                   |

### Sezon 4

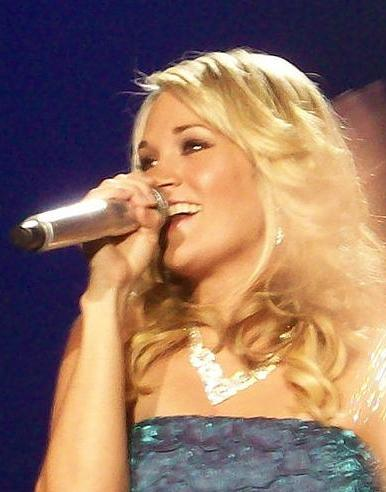
Carrie Underwood, zwyciężczyni czwartego sezonu

Sezon czwarty miał swoją premierę 18 stycznia 2005 roku. Limit wieku został podniesiony do 28, aby zwiększyć liczbę i różnorodność uczestników. Pośród tych, którzy skorzystali na zmianie w regulaminie był Constantine Maroulis i Bo Bice, którzy byli najstarszymi i zarazem najbardziej doświadczonymi uczestnikami. Byli także często wspominani przez Ryana Seacresta w mediach jako „ta dwójka rockmanów”, z powodu długich włosów, wybory piosenek oraz dlatego, że wymykali się standardom programu. Za ich przykładem, w kolejnych sezonach, pojawiało się więcej osób, którzy dobrze czuli się a takiej muzyce, jak np. Chris Daughtry w sezonie piątym. W maju 2005 roku Telescope ogłosił, że czwarty sezon zanotował ponad 500 000 głosów oddanych na uczestników.
W tym sezonie zostały wdrożone również nowe przepisy końcowej części konkursu. Zamiast konkurować w półfinałach, uczestników podzielono na dwie grupy po 12 osób względem płci. Uczestnicy rywalizowali między sobą, aż do utworzenia top 12, czyli 6 kobiet i 6 mężczyzn. Zasady zmieniono w odpowiedzi na sytuację w poprzednim sezonie, gdzie w finałach było osiem kobiet i tylko czterech mężczyzn.
Zwycięzcą została Carrie Underwood, piosenkarka country. Jej singiel „Inside Your Heaven” zadebiutował na pierwszym miejscu listy Billboard Hot 100 14 czerwca 2005 roku i podczas pierwszego tygodnia sprzedał się w liczbie 170 000 kopii. Tydzień później Bo Bice wypuścił swoją wersję tego samego singla, który zadebiutował na drugim miejscu. W listopadzie 2005 Carrie Underwood wydała swój debiutancki album „Some Hearts”, który zadebiutował na drugim miejscu listy Hot 100. Album pokrył się siedmiokrotną platyną i tym samym stał się najwyżej certyfikowanym albumem spośród uczestników American Idol. W lutym 2007 roku Underwood została drugim zwycięzcą programu, który zdobył trzy najważniejsze nagrody muzyczne (American Music, Billboard, Grammy) podczas jednego sezonu (2006-07). Jest najlepiej sprzedającym się uczestnikiem American Idol w historii, sprzedała ponad 11,5 mln płyt w Stanach Zjednoczonych.
Inni uczestnicy sezonu także odnieśli sukcesy w swojej karierze po programie. Vonzell Solomon, trzecie miejsce, zagrała w filmie „Still Green” i wydała singiel na świątecznym albumie. Uczestnik, który zajął czwarte miejsce, Anthony Fedorov, pojawił się w takich programach telewizyjnych jak np. Fear Factor, prowadził także kilka odcinków na MTV oraz wystąpił w produkcji The Tantasticks w 2007 roku. Uczestnik z szóstego miejsca, Constantine Maroulis wydał swój debiutancki album w 2007 roku, obecnie występuje na Broadwayu w Rock of Ages, za co otrzymał nominację do Tony Award za najlepszego aktora w musicalu. Uczestnik z siódmego miejsca Anwar Robinson wydał album oraz uczestniczka z dwunastego miejsca Lindsey Cardinale wydała swój pierwszy singiel „Nothing Like A Dream” w 2006 roku.
| Date         | Bottom 3             | Bottom 3            | Bottom 3            |
| 16 marca     | Lindsey Cardinale    | Mikalah Gordon      | Jessica Sierra      |
| 23 marca     | Mikalah Gordon (2)   | Nadia Turner        | Anthony Fedorov     |
| 30 marca     | Jessica Sierra (2)   | Anwar Robinson      | Nadia Turner (2)    |
| 6 kwietnia   | Nikko Smith          | Scott Savol         | Vonzell Solomon     |
| 13 kwietnia  | Nadia Turner (3)     | Bo Bice             | Scott Savol (2)     |
| 20 kwietnia1 | Anwar Robinson (2)   | Anthony Fedorov (2) | Scott Savol (3)     |
| 27 kwietnia  | Constantine Maroulis | Anthony Fedorov (3) | Vonzell Solomon (2) |
|              | Bottom 2             |                     |                     |
| 4 maja       | Scott Savol (4)      | Anthony Fedorov (4) |                     |
| 11 maja      | Anthony Fedorov (5)  | Vonzell Solomon (3) |                     |
|              | Top 3                |                     |                     |
| 18 maja      | Vonzell Solomon (4)  |                     |                     |
| 25 maja      | Bo Bice (1)          | Carrie Underwood    |                     |

1Nikt z bottom 3 nie został odesłany jako bezpieczny przez eliminacją podczas programu 20 kwietnia.

### Sezon 5

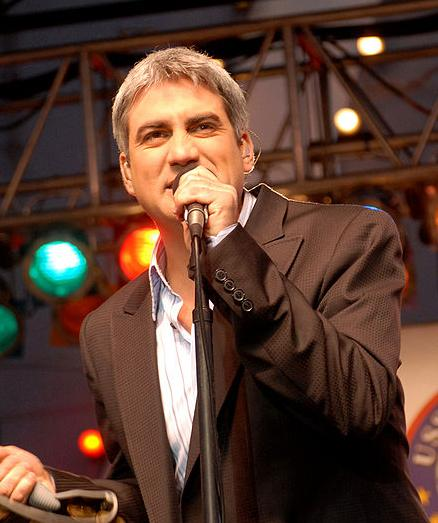
Taylor Hicks, zwycięzca sezonu piątego

Piąty sezon program rozpoczął się 17 stycznia 2006 roku, był to pierwszy sezon emitowany w high definition. Nadal pozostaje sezonem o największej oglądalności. Przesłuchania odbywały się w Austin, Bostonie, Chicago, Denver i San Francisco oraz Greensboro i Las Vegas dodanych z powodu odwołania przesłuchań w Memphis z powodu huraganu Katrina. W Tyn sezonie obowiązywały te same zasady co w sezonie czwartym.
W tym sezonie zwyciężył Taylor Hicks 24 maja 2006 roku, był czwartym zwycięzcą, który nigdy nie znalazł się w najgorszej trójce podczas sezonu. Jego pierwszy singiel „Do I Make You Proud” zadebiutował na pierwszym miejscu Hot 100 i pokrył się złotem. (26) Jego debiutancki album „Tylor Hicks” sprzedał się w liczbie 703 000 kopii. Później opuścił wytwórnię i 10 marca 2009 roku wydał płytę, pod własną marką, The Distance.
30 maja 2006 roku Telescope ogłosił, że całkowita liczba głosów oddana podczas finału wynosiła 63,5 mln, zaś całkowita liczba podczas sezonu wynosiła 580 mln. Tylor Hicks jest drugim zwycięzcą pochodzącym z Birmingham (Alabama) (pierwszym był Ruben Studdard) oraz czwartym finalistą związanym z tym miastem.
Finalistą, który odniósł największy sukces medialny jest Chris Daughtry, który skończył na czwartym miejscu. Jego debiutancki album sprzedał się w liczbie przekraczającej 5 mln płyt i wypromował dwa single, które uplasowały się w pierwszej dziesiątce Hot 100. Album, który spędził dwa tygodnie jako numer jeden w Stanach Zjednoczonych, jest także najszybciej sprzedającym się debiutanckim albumem rockowym w historii Soundscan.
Album zdobywczyni drugiego miejsca Katharine McPhee sprzedał się w liczbie około 374 000 i wypromował dwa hity Top 40 na liście Billboard. Kellie Pickler (szóste miejsce), której album „Small Town Girl” osiągną pozycję numer jeden na Billboard Top Country Albums i pokrył się złotem, sprzedał się jak dotąd w liczbie 810 000 kopii. Elliot Yamin (trzecie miejsce) wydał album, który pokrył się złotem i pochodzi z niego singiel, który pokrył się platyną. Mandisa (dziewiąte miejsce) wydała album True Beauty, za który dostała nominację do nagrody Grammy w kategorii Best Pop/Contemporary Gospel Album w 2007 roku.
| Data         | Bottom 3             | Bottom 3             | Bottom 3          |
| 15 marca     | Melissa McGhee       | Lisa Tucker          | Ace Young         |
| 22 marca     | Kevin Covais         | Bucky Covington      | Lisa Tucker (2)   |
| 29 marca     | Lisa Tucker (3)      | Katharine McPhee     | Ace Young (2)     |
| 5 kwietnia   | Mandisa              | Elliott Yamin        | Paris Bennett     |
| 12 kwietnia1 | Bucky Covington (2)  | Ace Young (3)        | Elliott Yamin (2) |
| 19 kwietnia  | Ace Young (4)        | Chris Daughtry       | Paris Bennett (2) |
|              | Bottom 2             |                      |                   |
| 26 kwietnia  | Kellie Pickler       | Paris Bennett (3)    |                   |
| 3 maja       | Paris Bennett (4)    | Elliott Yamin (3)    |                   |
| 10 maja      | Chris Daughtry (2)   | Katharine McPhee (2) |                   |
|              | Top 3                |                      |                   |
| 17 maja      | Elliott Yamin (4)    |                      |                   |
| 24 maja      | Katharine McPhee (2) | Taylor Hicks         |                   |

1Nikt z bottom 3 podczas programu 12 kwietnia nie został odesłany jako bezpieczny przed eliminacją.

### Sezon 6

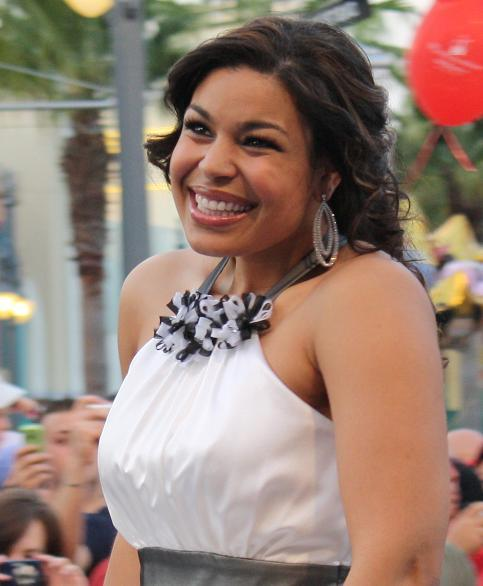
Jordin Sparks, zwyciężczyni szóstego sezonu

Szósty sezon rozpoczął się we wtorek 16 stycznia 2007 roku. Premierowy odcinek zgromadził przed telewizorami 37,7 mln osób, podczas pierwszej połowy nawet 41 mln. Podczas finału odnotowano 74 mln głosów, zwycięzcą została Jordin Sparks, drugie miejsce zajął Blake Lewis. Nastoletni Sanjaya Malakar był najbardziej polaryzującym uczestnikiem w sezonie, jednakże 18 kwietnia odpadł z programu.
Uczestnicy w Top 6 wykonywali inspirujące piosenki podczas pierwszego w historii Idol Gives Back, czyli odcinku, w którym zbierane są pieniądze na cele charytatywne, zebrano wtedy ponad 75 mln dolarów. Gdy Ryan Seacrest miał ogłosić, że Jordin Sparks zostanie wyeliminowana, ujawnił, że to jest tydzień charytatywny i nikt nie zostanie wyeliminowany, głosy z tego tygodnia zostaną doliczone do głosów z następnego tygodnia i wtedy odpadnie dwóch uczestników. Zsumowana liczba głosów wynosiła około 135 mln.
W kwietniu 2007 roku rozpoczął się konkurs American Idol Songwriter, który miał na celu wybranie piosenki koronacyjnej przez fanów. Spośród nadesłanych propozycji Simon Fuller wybrał dwadzieścia, na które potem głosowali online fani, wygrała piosenka „This Is My Now”. Singiel został nagrany przez Jordin Sparks i został wydany 24 maja 2007 roku. Piosenka znalazła się najwyżej na 15. miejscu listy Hot 100.
Pierwszym singlem po programie był hit (najwyższe miejsce na listach 8) Tattoo, który pokrył się platyną. Jej trzeci singiel No Air, który znalazł się na 3. miejscu listy Hot 100, pokrył się platyną i sprzedał się w liczbie powyżej 3 mln sztuk, zostając tym samym najlepiej sprzedającym się singlem wśród wszystkich uczestników programu. Trzeci singiel One Step at a Time z pierwszej płyty osiągnął 17. miejsce na listach przebojów oraz pokrył się platyną, sprzedając się w liczbie powyżej 1 mln sztuk. Sparks wydała w 2009 roku swój drugi album zatytułowany Battlefield. Tytułowy utwór z płyty stał się jej top20 singlem, który wskoczył na listę Hot 100, plasując się na dziesiątym miejscu. Do tej pory tylko Jordin Sparks, jako jedyny zwycięzca, dokonała tego, że jej pięć pierwszych singli stało się Top 20 Hit.
Pierwszym singlem Blake’a Lewisa był „Break Anotha!”, który nie pojawił się na liście Billboard Hot 100. Jego drugi singiel How Many Words także nie pojawił się na Hot 100, plasując się na 25. miejscu „Bubbling Under Chart”. Niedługo potem Lewis oświadczy, że Arista Records zakończyło z nim współpracę. Sprzedał tylko ponad 300 000 płyt i porzucił na razie wydanie trzeciego albumu.
Jordin Sparks jest czwartym zwycięzcą, który nigdy nie znalazł się wśród najsłabszej dwójki lub trójki w programie, dołączając do Kelly Clarkson, Carrie Underwood oraz Taylora Hicksa. Clay Aiken, który zajął drugie miejsce w drugim sezonie, także nigdy nie znalazł się wśród bottom 3 i bottom 2.
| Data        | Bottom 3            | Bottom 3             |                      |
| 14 marca    | Brandon Rogers      | Sanjaya Malakar      | Phil Stacey          |
|             | Bottom 2            |                      |                      |
| 21 marca1   | Stephanie Edwards   | Chris Richardson     |                      |
|             | Bottom 3            |                      |                      |
| 28 marca    | Chris Sligh         | Haley Scarnato       | Phil Stacey (2)      |
| 4 kwietnia  | Gina Glocksen       | Haley Scarnato (2)   | Phil Stacey (3)      |
| 11 kwietnia | Haley Scarnato(3)   | Phil Stacey (4)      | Chris Richardson (2) |
| 18 kwietnia | Sanjaya Malakar (2) | LaKisha Jones        | Blake Lewis          |
|             | Bottom 2            |                      |                      |
| 2 maja      | Phil Stacey (5)     | Chris Richardson (3) |                      |
|             | Finałowa 4          |                      |                      |
| 9 maja      | LaKisha Jones (2)   |                      |                      |
| 16 maja     | Melinda Doolittle   |                      |                      |
| 23 maja     | Blake Lewis (1)     | Jordin Sparks        |                      |

1 21 marca ogłoszono tylko bottom 2.

2 Od finałowej 6 ogłaszano tylko wyeliminowanych uczestników, nie wyłaniano bottom 2.

### Sezon 7

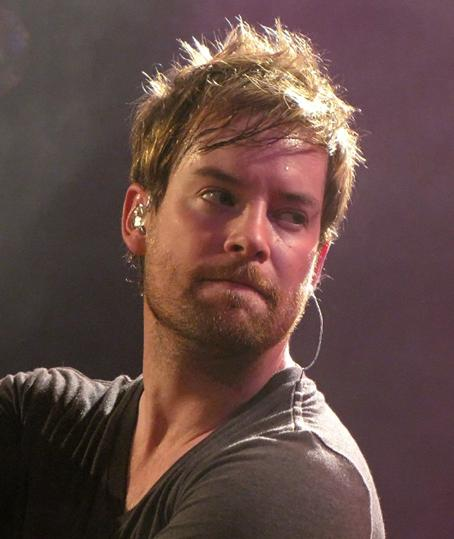
David Cook, zwycięzca siódmego sezonu.

Siódmy sezon program powrócił 15 stycznia 2008 roku na dwudniową i czterogodzinną premierę. Zwycięzcą został David Cook. Znany ze swojego zorientowania na covery rockowe. Cook został pierwszym rockowym zwycięzcą programu.
Przed startem sezonu siódmego, producent wykonawczy Nigel Lythgoe zdementował plotkę co do tego, że w poprzedni sezon skupiał się bardziej na mentorach niż na uczestnikach. Zaplanowano zmiany na sezon siódmy, aby zwrócić większą uwagę na uczestników, zapewniając więcej informacji na ich wcześniejszym życiu i rodzinie.
11 marca 2008 roku American Idol zadebiutował ze zmienioną szatą graficzną sceny oraz odrobinę na antenie. Dwudniowy finał sezonu był nadawany na żywo z Nokia Theatre z Los Angeles 20 i 21 maja 2008 roku.
Podczas tego sezonu powrócił także Idol Gives Back, dzięki któremu zebrano ponad 75 mln dolarów w 2007 roku na różne cele charytatywne. Podczas występów 9 kwietnia 2008 roku zebrano porównywalną ilość pieniędzy co w 2007 roku, pieniądze będą rozdysponowane przez Fundację Idol Gives Back.
Media zauważyły, że podczas siódmego sezonu kilku spośród półfinalistów wydał kiedyś płytę, włączając Kristy Lee Cook, Brooke White, Michael Johns i Carly Smithson. David Cook także wydał płytę przed programem, ale był to wydany niezależnie album solo, który nie był kontraktowany. Reguły programu zabraniają udziału w programie uczestnikom, którzy mają obecnie podpisany jakiś kontrakt płytowy z wytwórnią. Clay Aiken, uczestnik drugiej edycji programu, skomentował w swoim wywiadzie dla The View, że obecnie uczestnicy są bardziej doświadczeni niż w początkowych sezonach.
W obecnym sezonie kontynuowany był także konkurs na piosenkę koronacyjną. Każdy z uczestników zaśpiewał podczas programu piosenkę wybraną przez fanów programu, ale żadna nie została użyta jako piosenka koronacyjna. David Cook jako piosenkę zwycięską nagrał The Time of My Life 22 maja 2008 roku.
W tym sezonie David Archuleta i David Cook dołączyli do Kelly Clarkson, Claya Aikena, Carrie Underwood, Tylora Hicksa oraz Jordin Sparks jako uczestnicy top 2, którzy nigdy nie byli w najsłabszej dwójce i trójce sezonu. Finał tego sezonu był pierwszym, podczas którego żaden z finalistów nigdy nie był w najsłabszej trójce.
Debiutancki album Davida Cooka został wydany 18 listopada 2008 roku we współpracy z 19 Recordings/RCA i pokrył się platyną 22 stycznia 2009 roku. Podczas pracy nad albumem Cook współpracował ze zdobywcą nagrody Grammy Robem Cavallo. Pierwszym singlem albumu była piosenka „Light On”, który doszedł do 20. miejsca na liście Hot 100.
David Archuleta podpisał kontrakt z Jive Records i swój pierwszy album zatytułowany jego imieniem i nazwiskiem wydał 11 listopada 2008 roku. Płyta zadebiutowała na 2. miejscu, podczas gdy debiutancki album zwycięzcy na 3. Po raz drugi album osoby zajmującej drugie miejsce przebił album zwycięzcy. Jego pierwszy album pokrył się złotem. Pierwszy singiel z tej płyty Crush zadebiutował na 2. miejscu listy Hot 100 oraz na pierwszym Hot Digital Songs, co było najlepszym debiutem w 2008, a nawet w ciągu 18 miesięcy. Piosenka rozeszła się w nakładzie 1,9 mln kopii, czyniąc ten singiel odnoszącym największy sukces w historii programu. Drugim singlem był A Little Too Not Over You.
| Data         | Bottom 3            | Bottom 3            | Bottom 3           |
| 12 marca     | David Hernandez     | Kristy Lee Cook     | Syesha Mercado     |
| 19 marca     | Amanda Overmyer     | Kristy Lee Cook (2) | Carly Smithson     |
| 26 marca     | Chikezie            | Syesha Mercado (2)  | Jason Castro       |
| 2 kwietnia   | Ramiele Malubay     | Kristy Lee Cook (3) | Brooke White       |
| 10 kwietnia1 | Michael Johns       | Carly Smithson (2)  | Syesha Mercado (3) |
| 16 kwietnia  | Kristy Lee Cook (4) | Brooke White (2)    | Syesha Mercado (4) |
|              | Bottom 2            |                     |                    |
| 23 kwietnia  | Carly Smithson (3)  | Syesha Mercado (5)  |                    |
|              | Top 5               |                     |                    |
| 30 kwietnia² | Brooke White (3)    |                     |                    |
| 7 maja²      | Jason Castro (2)    |                     |                    |
| 14 maja²     | Syesha Mercado (6)  |                     |                    |
| 21 maja²     | David Archuleta     | David Cook          |                    |

1 Nikt z bottom 3 nie został odesłany do uczestników przed ogłoszeniem wyników.

2 Od top 5 ogłaszano tylko nazwiska osób wyeliminowanych.

### Sezon 8

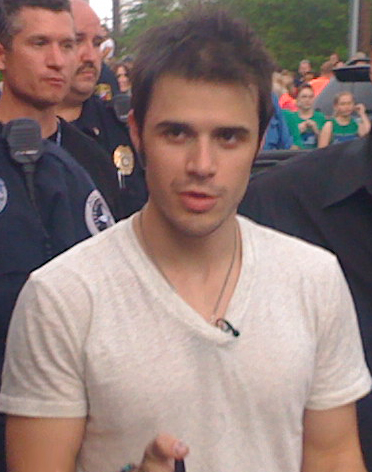
Kris Allen, zwycięzca ósmej edycji programu.

Sezon ósmy program rozpoczął się 13 stycznia 2009 roku. Przesłuchania zaczęły się 17 lipca tego samego roku. Podczas tego sezonu wyemitowano kilka wydłużonych odcinków półfinałów. Mike Darnell, prezydent programowy telewizji Fox, stwierdził, że zrobiono to, aby zwrócić większą uwagę na stan emocjonalny uczestników. Dodano czwartego sędziego, została nim Kara DioGuardi, piosenkarka, producentka oraz autorka tekstów piosenek. Także był to ostatni sezon Pauli Abdul w programie.
Po tym jak Fox i producenci powiedzieli, że w programie nastąpią zmiany, 4 sierpnia ogłoszono, że producent wykonawczy Nigel Lythgoe odchodzi by skupić się na międzynarodowych wersjach programu So You Think You Can Dance. Idol Gives Back nie powrócił z powodu ekonomicznego kryzysu. Ponadto runda w Hollywood została przeniesiona do Kodak Theatre oraz wydłużona do dwóch tygodni.
Po raz pierwszy wybrano 36 półfinalistów, 12 różnych półfinalistów występowało każdego wtorku. Mężczyzna, kobieta i trzecia osoba z największą liczbą głosów dostawało miejsce w finałach. Podczas tego sezonu powróciła także runda z dzikimi kartami, ostatnio była w trzecim sezonie. Podczas tej rundy trzy osoby miały przejść do finałów, jednakże wybrano cztery osoby. (46) Nowością było to, że sędziowie mieli prawo weta w sprawie wyeliminowanego uczestnika. Zwycięzcą został Kris Allen, który podpisał kontrakt z 19 Entertainment/Jive Records. Podczas tego sezonu kilku uczestników także podpisało kontrakty płytowe, m.in.: Adam Lambert, Danny Gokey, Allison Iraheta, Lil Rounds and Michael Sarver.
| Data         | Bottom 2            | Bottom 2        |                     |
| 11 marca1    | Jasmine Murray      | Jorge Núñez     |                     |
|              | Bottom 3            |                 |                     |
| 18 marca     | Alexis Grace        | Michael Sarver  | Allison Iraheta     |
| 26 marca     | Michael Sarver (2)  | Matt Giraud     | Scott MacIntyre     |
| 1 kwietnia   | Megan Joy           | Anoop Desai     | Allison Iraheta (2) |
| 8 kwietnia   | Scott MacIntyre (2) | Anoop Desai (2) | Lil Rounds          |
| 15 kwietnia² | Matt Giraud (2)     | Lil Rounds (2)  | Anoop Desai (3)     |
| 22 kwietnia³ | Lil Rounds (3)      | Anoop Desai (4) | Allison Iraheta (3) |
| 29 kwietnia  | Matt Giraud (3)     | Adam Lambert    | Kris Allen          |
|              | Finałowa czwórka    |                 |                     |
| 6 maja       | Allison Iraheta (4) |                 |                     |
| 13 maja      | Danny Gokey         |                 |                     |
| 20 maja      | Adam Lambert (1)    | Kris Allen (1)  |                     |

1 Podczas pierwszego odcinka Ryan Seacrest ustawił Anoopa Desai oraz Magan Joy na środku sceny co tradycyjne oznacza, że są w bottom 3, ale Ryan nigdy nie powiedział, że mieli najmniejszą libczę głosów.

2 15 kwietnia sędziowie ocalili Matta’ Giraud od wyeliminowania z programu.

3 Z powodu użycia Judges’ Save 15 kwietnia, Lil Rounds i Anoop Desai zostali oboje wyeliminowani 22 kwietnia.

### Sezon 9

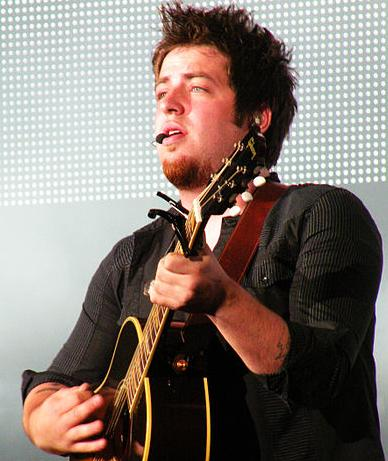
Lee DeWyze, zwycięzca dziewiątego sezonu.

Premiera dziewiątego sezonu American Idol miała miejsce 12 stycznia 2010 roku. Przesłuchania rozpoczęły się 14 sierpnia tego samego roku, nie cały miesiąc po finale poprzedniego sezonu. Paulę Abdul, która odeszła z programu zastąpiła Ellen DeGeneres. Nowy sędzia po raz pierwszy pojawił się dopiero podczas rundy w Hollywood.
Jednym z najbardziej znanych uczestników został generał Larry Platt, którego wykonanie piosenki Pants On the Ground stało się przebojem. Ponadto w tym sezonie mentorami byli: Miley Cyrus, Usher, Alicia Keys, Shania Twain (była także sędzią podczas przesłuchań w Chicago), Jamie Foxx (po raz drugi), Harry Connick Jr. oraz Adam Lambert (jako pierwszy uczestnik programu American Idol). 21 kwietnia 2010 roku powrócił także Idol Gives Back.
Podczas finału tego sezonu prawie wszyscy zwycięzcy i wielu finalistów pojawiło się na scenie i wykonało piosenkę Together We Are One w uznaniu dla Simona Cowella, dla którego był to ostatni sezon. Pojawiła się także Paula Abdul.
Był to drugi sezon, podczas którego dwójka najlepszych uczestników nigdy nie była w grupie najsłabszych. Crystal Bowersox i Lee DeWyze dołączyli tym samym do Kelly Clarkson, Claya Aikena, Carrie Underwood, Tylora Hicksa, Jordin Sparks, Davida Cook i Davida Archuleta jako uczestnicy wielkiego finału, którzy nigdy nie byli w bottom 2 lub bottom 3. 26 maja zwycięzcą ogłoszono Lee DeWyze, a na drugim miejscu znalazła się Crystal Bowersox. Podczas tego sezonu nie było piosenki koronacyjnej, zamiast tego finałowa dwójka mogła wydać cover – Lee DeWyze wybrał Beautiful Day zespołu U2 a Crystal Bowesox Up to the Mountain Patty Griffin.
| Data         | Bottom 3           | Bottom 3           | Bottom 3           |
| 17 marca     | Lacey Brown        | Paige Miles        | Tim Urban          |
| 24 marca     | Paige Miles (2)    | Tim Urban (2)      | Katie Stevens      |
| 31 marca     | Didi Benami        | Tim Urban (3)      | Katie Stevens (2)  |
| 7 kwietnia1  | Michael Lynche     | Andrew Garcia      | Aaron Kelly        |
|              | Bottom 2           |                    |                    |
| 14 kwietnia² | Andrew Garcia (2)  | Katie Stevens (3)  |                    |
|              | Bottom 3           |                    |                    |
| 21 kwietnia  | Tim Urban (4)      | Casey James        | Aaron Kelly (2)    |
| 28 kwietnia  | Siobhan Magnus     | Casey James (2)    | Michael Lynche (2) |
|              | Bottom 2           |                    |                    |
| 5 maja       | Aaron Kelly (3)    | Michael Lynche (3) |                    |
|              | Top 4              |                    |                    |
| 12 maja      | Michael Lynche (4) |                    |                    |
| 19 maja      | Casey James (3)    |                    |                    |
| 26 maja      | Crystal Bowersox   | Lee DeWyze         |                    |

1 7 kwietnia sędziowie uznali swojego prawa do ocalenia odpadającego uczestnika, którym był Michael Lynche

2 Z powodu ocalenia uczestnika 7 kwietnia Andrew Garcia i Katie Stevens zostali wyeliminowani 14 kwietnia.

### Sezon 10
Premiera dziesiątego sezonu planowana jest na 12 stycznia 2011 roku na kanale Fox. Do Randy’ego Jacksona dołączyli Jenifer Lopez oraz Steven Tyler.
Podczas tego sezonu Jimmy Iovine, prezes Interscope Geffen A&M Records, nowego partnera programu, będzie mentorem bez cotygodniowego mentora, jak było w poprzednich sezonach. Nigel Lythgoe powrócił jako producent wykonawczy.

## Geograficzna stronniczość
Od premiery programu w 2002 roku, sześciu spośród dziewięciu zwycięzców, włączając pierwszych pięciu pochodziło z południowej części Stanów Zjednoczonych. W tamtym czasie Jordin Sparks mieszkała w Arizonie, David Cook w Missouri a Lee DeWyze w Illinois. Wiceprezydent Nielsen Entertainment powiedział „Każdy z tych artystów przemawia do większej liczby konsumentów muzycznych… Carrie Underwood nie jest tylko tradycyjnym artystą country, ona krzyżuje style. Kelly Clarkson podobnie.” Dane z Nielsen SoundScan pokazują, że z 47 mln płyt sprzedanych przez uczestników American Idol w styczniu 2010 roku 85% należało do artystów z południa kraju.
Program jest niezwykle popularny na południu, mieszkańcy stanów południowo-wschodnich o 10% częściej oglądali program, a mieszkańcy stanu Kentucky o 16%. Taylor Hicks (Alabama) zapytany o podobanie się publiczności uczestników z południowych stanów odpowiedział: Ludzie na południu są dumni... Więc są nieugięci we wspieraniu uczestników ze swojego regionu, którzy dobrze sobie radzą w konkursie.

## Idol Gives Back
Począwszy od sezonu szóstego American Idol rozpoczął tradycję charytatywną Idol Gives Back, czyli podczas jednego odcinka w sezonie występowały gwiazdy muzyki i zbierano pieniądze. W sezonie siódmym wystąpili m.in.: Robin Williams, Céline Dion, Billy Crystal, Forest Whitaker, Dane Cook, Kiefer Sutherland, Vanessa Hudgens, Ashley Tisdale, Jennifer Connelly, Elliott Yamin, Miley Cyrus. Idol Gives Back nie było podczas sezonu ósmego z powodu kryzysu ekonomicznego. Podczas wszystkich sezonów, gdy odbywał się Idol Gives Back, zebrano łącznie prawie 185 mln dolarów.

## Rating telewizyjny
Rankingi sezonowe (opierane na przeciętnej liczbie oglądających odcinków) American Idol w telewizji Fox. Jest to jeden z najwyżej notowanych programów w historii telewizji.
| Sezon     | Premiera             | Premiera               | Zakończenie                        | Zakończenie            | TV sezon | Transmisja             | Ranking |
| Sezon     | data                 | widzowie (w milionach) | data                               | widzowie (w milionach) | TV sezon | Transmisja             | Ranking |
| --------- | -------------------- | ---------------------- | ---------------------------------- | ---------------------- | -------- | ---------------------- | ------- |
| Pierwszy  | 11–12 czerwca, 2002  | 9,90                   | Finałowe występy: 3 września, 2002 | 18,69                  | 2002     | Wtorek 21:00 (występy) | 30      |
| Pierwszy  | 11–12 czerwca, 2002  | 9,90                   | Finał sezonu: 4 września, 2002     | 23,02                  | 2002     | Środa 21:30 (wyniki)   | 25      |
| Drugi     | 21–22 stycznia, 2003 | 26,50                  | Finałowe występy: 20 maja, 2003    | 25,67                  | 2003     | Wtorek 20:00 (występy) | 5       |
| Drugi     | 21–22 stycznia, 2003 | 26,50                  | Finał sezonu: 21 maja, 2003        | 38,06                  | 2003     | Środa 20:30 (wyniki)   | 3       |
| Trzeci    | 19–20 stycznia, 2004 | 28,56                  | Finałowe występy: 25 maja, 2004    | 25,13                  | 2004     | Wtorek 20:00 (występy) | 2       |
| Trzeci    | 19–20 stycznia, 2004 | 28,56                  | Finał sezonu: 26 maja, 2004        | 28,84                  | 2004     | Środa 20:30 (wyniki)   | 3       |
| Czwarty   | 18–19 stycznia, 2005 | 33,58                  | Finałowe występy: 24 maja, 2005    | 28,05                  | 2005     | Wtorek 20:00 (występy) | 1       |
| Czwarty   | 18–19 stycznia, 2005 | 33,58                  | Finał sezonu: 25 maja, 2005        | 30,27                  | 2005     | Środa 20:00 (wyniki)   | 3       |
| Piąty     | 17–18 stycznia, 2006 | 35,53                  | Finałowe występy: 23 maja, 2006    | 31,78                  | 2006     | Wtorek 20:00 (występy) | 2       |
| Piąty     | 17–18 stycznia, 2006 | 35,53                  | Finał sezonu: 24 maja, 2006        | 36,38                  | 2006     | Środa 20:00 (wyniki)   | 1       |
| Szósty    | 16–17 stycznia, 2007 | 37,4                   | Finałowe występy: 22 maja, 2007    | 25,33                  | 2007     | Wtorek 20:00 (występy) | 2       |
| Szósty    | 16–17 stycznia, 2007 | 37,4                   | Finał sezonu: 23 maja, 2007        | 30,76                  | 2007     | Środa 20:00 (wyniki)   | 1       |
| Siódmy    | 15–16 stycznia, 2008 | 33,4                   | Finałowe występy: 20 maja, 2008    | 27,06                  | 2008     | Wtorek 20:00 (występy) | 1       |
| Siódmy    | 15–16 stycznia, 2008 | 33,4                   | Finał sezonu: 21 maja, 2008        | 31,66                  | 2008     | Środa 20:00 (wyniki)   | 2       |
| Ósmy      | 13–14 stycznia, 2009 | 30,4                   | Finałowe występy: 19 maja, 2009    | 23,82                  | 2009     | Wtorek 20:00 (występy) | 2       |
| Ósmy      | 13–14 stycznia, 2009 | 30,4                   | Finał sezonu: 20 maja, 2009        | 28,84                  | 2009     | Środa 20:00 (wyniki)   | 1       |
| Dziewiąty | 12–13 stycznia, 2010 | 29,8                   | Finałowe występy: 25 maja, 2010    | 20,07                  | 2010     | Wtorek 20:00 (występy) | 1       |
| Dziewiąty | 12–13 stycznia, 2010 | 29,8                   | Finał sezonu: 26 maja, 2010        | 24,22                  | 2010     | Środa 20:00 (wyniki)   | 2       |

Premiera American Idol miała miejsce w czerwcu 2002 roku i stała się niespodzianką-hitem 2002 roku. Pierwszy odcinek przyciągną przed telewizory 9,9 mln widzów, dając telewizji Fox notowanie w tym czasie antenowym w całym roku. Publiczność programu rosła, dając średnio 23 mln widzów, czasami jednak niektóre odcinki sięgały 40 mln widzów. Program znalazł się w pierwszej trójce pośród wszystkich grup wiekowych, ale najważniejsze znalazł na pierwszym miejscu w grupie najważniejszej dla reklamodawców, w przedziale 18-49.
Liczba widzów wzrastała dalej, osiągając w pierwszym odcinku drugiego sezonu prawie 27 mln. Średnia liczba widzów w drugim sezonie wynosiła 21,7 mln, co uplasowało program na drugim miejscu w grupie 18-49. Finałowy odcinek, w którym Ruben Studdard wygrał, obejrzało 38,1 mln widzów, jest to odcinek o największej liczbie widzów w historii American Idol. W czasie czwartego sezonu American Idol stał się najchętniej oglądanym programem pośród wszystkich widzów w amerykańskiej telewizji ze średnią liczbą widzów 26,8 mln. Największą średnią oglądalność program osiągnął podczas piątego sezonu – 30,6 mln widzów.
Pierwszy odcinek sezonu 6 był jednym z najchętniej oglądanych w historii American Idol, wtedy wielu producentów zaczęło uważać, że program ma siłę jakiej jeszcze nie widzieli nigdy. American Idol dominował na antenie dwa, trzy razy w tygodniu, gdy był wyświetlany. Konkurencyjne stacje, których personel nazywał show Gwiazdą Śmierci, przeorganizowywały swoje harmonogramy telewizyjne aby minimalizować straty. Jednak liczba widzów nieznacznie zaczęła spadać, finałowy odcinek odnotował 19% spadek w porównaniu z poprzednim rokiem.
Liczba widzów spadała dalej także podczas siódmego sezonu. Premierowy odcinek zanotował spadek 11%, odcinek, w którym Kristy Lee Cook została wyeliminowana. był najgorszym środowym, od początku programu, pośród grupy wiekowej 18-34.
Sezon finału, w którym rozegrała się walka pomiędzy dwoma Dawidami, został trzecim najchętniej oglądanym finałem spośród wszystkich. Mocny finisz sezonu siódmego pomógł telewizji Fox stać się najpopularniejszą siecią telewizyjną. Ogólne ratingi spadły o 10% w porównaniu z 6. sezonem. W tym czasie jednak wszystkie stacje telewizyjne odnotowały spadek z powodu strajku scenarzystów z Writers Guild of America w 2007 i 2008 roku.
Podczas dziewiątego sezonu sześcioletnia passa w ratingach została pobita, gdy NBC wyświetlało Zimowe Igrzyska Olimpijskie w tym samym czasie co American Idol. Później także kilka odcinków Tańca z gwiazdami na ABC także przewyższyło Idola w rankingach. Jednakże wraz z zakończeniem 9 sezonu American Idol stał się najchętniej oglądanym sezonem sześć lat z rzędu, bijąc wcześniejszy rekord stacji CBS i serialu All in the Family i stacji NBC i serialu The Cosby Show, które dzierżyły ten tytuł przez pięć lat z rzędu.

## Wpływ
Ogromny sukces i przychody generowane przez program przełożyły się na Fox Broadcasting Company, która stała się wiodącą stacja telewizyjną w 2008 roku.
Sukces show pomógł podnieść także ratingi innych programów, które były wyświetlane przed lub po emisji American Idol, np.: House i Bones. Simon Fuller twierdzi, że uratował stację Fox.
Jako jeden z najbardziej popularnych programów telewizyjnych w historii amerykańskiej telewizji, American Idol ma wpływa nie tylko na telewizję, ale także na szeroko pojęty świat rozrywki. Program ma na celu znalezienie supergwiazdy pośród nieodkrytych talentów muzycznych i ma kilka sukcesów na tym polu. Dzięki programowi wykreowane zostały, bardzo popularne i dobrze sprzedające się wokalistki, Kelly Clarkson i Carrie Underwood oraz inni. Odwołując się do Freda Bronsona, autora książki o listach Billboard, żaden inny podmiot nie wykreował tak wielu najlepiej sprzedających się wokalistów pod względem sprzedanych płyt i singli oraz stworzonych hitów. Do końca 2009 roku uczestnicy American Idol sprzedali łącznie ponad 46 mln albumów i 56 mln ściągniętych singli w Stanach Zjednoczonych, oraz 66 mln albumów na całym świecie. w 2007 roku ich udział w rynku wyniósł 2,1% całej sprzedaży w muzyce. Uczestnicy mają także ogromny wpływ na radio, w 2007 roku American Idol, według firmy badawczej Mediabase, która monitoruje stacje radiowe, dominującą siłą w radio. Do 2010 roku piosenki czterech uczestników były puszczane w radio po ponad 1 mln razy, z Kelly Clarkson na czele, której single były puszczane na antenie ponad 4 mln razy.
Program wywarł także na teatr muzyczny, gdzie wielu uczestników rozpoczęło swoje kariery. Dzięki uczestnikom programu wzrasta liczba sprzedanych biletów na musicale na Broadwayu. Inni uczestnicy zaczęli karierę w telewizji i filmie, najlepszym przykładem jest Jennifer Hudson, która za rekomendacją nauczyciela śpiewu Debrę Byrd wygrała rolę w filmie Dreamgirls i otrzymała Oskara za swoją rolę.

### Główni nagradzani uczestnicy American Idol
| Uczestnik AI & sezon                  | American Music Awards | Billboard Music Awards | Nagrody Grammy | Oskary                                   |
| ------------------------------------- | --- | ---------------------- | --- | ---------------------------------------- |
| Kelly Clarkson (Sezon 1, zwycięzca)   | 4 2005 Favorite Adult Contemporary Artist 2005 Artist of the Year 2006 Favorite Pop/Rock Female 2006 Favorite Adult Contemporary Artist   | 12                     | 2 2006 Best Female Pop Vocal 2006 Best Pop Vocal Album | 0                                        |
| Clay Aiken (Sezon 2, runner-Up)       | 1 2003 Fan’s Choice Award | 3                      | 0 | 0                                        |
| Fantasia Barrino (Sezon 3, zwycięzca) | 0 | 3                      | 0 | 0                                        |
| Jennifer Hudson (Sezon 3, 7. miejsce) | 0 | 0                      | 1 2009 Best R&B Album | 1 2006 Best Actress in a Supporting Role |
| Carrie Underwood (Sezon 4, zwycięzca) | 5 2006 Breakthrough artist 2007 Artist of the year 2007 Favorite Album (Country) 2007 Country Female Artist 2008 Favorite Album (Country) | 14                     | 5 2007 Best New Artist 2007 Best Female Country Vocal 2008 Best Female Country Vocal 2009 Best Female Country Vocal 2010 Best Country Collaboration with Vocals | 0                                        |
| Chris Daughtry (Sezon 5, 4 mieksce)   | 4 2007 Breakthrough Artist 2007 Best Adult Contemporary Artist 2007 Best Pop/Rock Album 2008 Favorite Band, Duo or Group- Pop/Rock        | 6                      | 0 | 0                                        |
| Jordin Sparks (Sezon 6, zwycięzca)    | 1 2008 Favorite Adult Contemporary Artist                                                                                                 | 0                      | 0 | 0                                        |

### Uczestnicy American Idol w teatrach muzycznych
Wielu uczestników American Idol zwróciło się w kierunku kariery w teatrze, niektórzy odrzucając karierę wokalisty. Do tych ludzi należą:
- Justin Guarini – Carlos w Women on the Verge of a Nervous Breakdown (Broadway)
- Tamyra Gray – Priya w Bombay Dreams (Broadway), Mimi w Rent (Broadway)
- Ruben Studdard – Fats Waller w Ain’t Misbehavin (krajowa trasa)
- Clay Aiken – Sir Robin w Spamalot (Broadway)
- Frenchie Davis – Rent (Broadway)
- Josh Strickland – Tarzan w Tarzan (Broadway)
- Trenyce – wykonawca w Ain’t Misbehavin (krajowa trasa)
- Vanessa Olivarez – Tracy Turnblad w Hairspray (Toronto)
- Fantasia Barrino – Celie w The Color Purple (Broadway oraz krajowa trasa)
- Diana DeGarmo – Penny Pingleton w Hairspray (Broadway), Brooklyn w Brooklyn (krajowa trasa), Sarah w The Toxic Avenger (Off-Broadway), Sheila Franklin w Hair (Broadway), and Doralee Rhodes in 9 to 5 (National Tour)
- LaToya London – Nettie w The Color Purple (National Tour)
- Amy Adams – Narrator w Joseph and the Amazing Technicolor Dreamcoat (krajowa trasa)
- Anthony Fedorov – Matt w The Fantasticks (Off-Broadway), Joseph w Joseph And The Amazing Technicolor Dreamcoat
- Constantine Maroulis – Sammy The Wedding Singer (Broadway), Young Soldier w Jacques Brel Is Alive and Well and Living in Paris (Off-Broadway), Judas w Jesus Christ Superstar, Drew Bowie w Rock of Ages (nominacja do Nagrody Tony, 2009) (Broadway and krajowa trasa)
- Anwar Robinson – Tom Collins w Rent (trasa)
- Ace Young – Kenickie (Broadway) oraz Danny (National Tour) w Grease, Berger w Hair (Broadway)
- Taylor Hicks – Teen Angel w Grease (Broadway and krajowa trasa)
- Jordin Sparks – Nina Rosario w In the Heights (Broadway)
- Syesha Mercado – Deena Jones in Dreamgirls (Apollo Theatre NYC/krajowa trasa)
- Adam Lambert – Fiyero w Wicked (krajowa trasa, Los Angeles) (przed American Idol)

## Krytyka
Program od samego początku miał wielu krytyków. Po jednym z pierwszych odcinków, Ken Tucker z Entertainment Weekly powiedział, że Jako TV show, American Idol jest niezwykle rozrywkowy, jako zjawisko muzyczne, jest jak kurz, nieistotny. Inni mówili, że najbardziej uderzającym aspektem programu jest ujawnienie prawdziwego talentu. Także inne aspekty wywoływały krytykę, jak na przykład wysłanie zwyciężczyni pierwszej serii, aby zaśpiewała hymn w Lincoln Memorial w rocznicę ataków na World Trade Center.
Wiele późniejszych reporterów było bardziej entuzjastycznych w pisaniu o show, tak jak Michael Slezak z Entertainment Weekly, który napisał, że American Idol jest coroczną szansą dla przeciętnego Amerykanina na walczenie ze złem w przemyśle muzycznym, który jest nastawiony tylko na robienie pieniędzy i sprzedaż produktu. Ramin Setoodeh z Newsweeka oskarżył Simona Cowella o szerzenia kultury podłości poprzez swoje okrutne krytyki względem uczestników.
Niektórzy w przemyśle muzycznym byli krytyczni. Usher, mentor podczas dziewiątego sezonu, opłakiwał stratę prawdziwej artystycznej formy muzyki, uważał, że programy tego typu pokazują, że to jest takie łatwe i każdy może to robić oraz że może to się stać przez jedną noc.
American Idol był nominowany do Nagrody Emmy w kategorii Outstanding Reality Competition Program przez osiem lat z rzędu, ale nigdy nie wygrał. Reżyser Bruce Gowner wygrał Primetime Emmy Award for Outstanding Directing For A Variety, Music Or Comedy Series w 2009, a show zdobył dwie nagrody w kategorii Creative Arts w 2007 i 2008 roku.

## Dochody i przedsięwzięcia komercyjne
Dominacja American Idol w ratingach zrobiła z niego najbardziej dochodowy show amerykańskiej telewizji na wiele lat. Szacowany dochód wygenerowany przez program w 2004 roku wynosił 900 mln dolarów, osiągnięty dzięki sprzedaży czasu reklamowego, albumów, gadżetów związanych z programem oraz biletów. Podczas siódmego sezonu show wygenerował 900 mln dolarów wyłącznie z przychodów, nie wliczając w to sponsoringu pomocniczego oraz innych dochodów. W ciągu pierwszych ośmiu sezonów show wygenerował przychów w wysokości 6,4 mld dolarów. sponsorzy, którzy wykupili pełne pakiety, mogli liczyć na promocje czy reklamy wyświetlane na ekranie w czasie trwania programu. American Idol współpracuje także z Disney Company przy The American Idol Experience.

### Przychody reklamowe
American Idol stał się najdroższym programem na antenie. Od sezonu czwartego czas reklamowy podczas trwania programu stał się najdroższy na antenie i przez następny sezon pobił rekord w regularnym reklamowaniu w serii telewizyjnej, sprzedając 30 sekund za pond 700 000 dolarów a podczas finału za 1,3 mln dolarów. Najwyższą cenę osiągnięto podczas sezonu siódmego – 737 000 dolarów. Szacowany przychód w sezonie 3 wyniósł 404 mln dolarów i w sezonie 6 podwoił się, osiągając 870 mln dolarów. Mimo spadków dochodów od sezonu 8, program nadal zarabia znacząco więcej niż konkurenci z dochodem rzędu 800 mln dolarów.

### Sponsoring
Pierwszymi sponsorami American Idol byli Ford Motor Company oraz Coca-Cola. Umowa sponsoringowa wynosiła około 10 mln dolarów w 1 sezonie, wzrastając do 35 mln dolarów w 7 sezonie. Trzeci główny sponsor AT&T Wireless dołączył w drugim sezonie, a w siódmym dołączył iTunes.
American Idol wyświetla na ekranie widoczne logo sponsorów od najwcześniejszych sezonów. Podczas sezonu siódmego Idol pokazał 4,151 produktów w ciągu pierwszych 38 odcinków, zgodnie z Nielsen Media Research. Zintegrowane reklamowanie okazało się bardzo korzystne dla sponsorów, jak i dla programu. Promowanie wysyłania wiadomości tekstowych w sieci AT&T jako skuteczne głosowanie zaznajomiło firmę w większa liczbą klientów. Coca-Cola odnotowała wzrost wartości akcji podczas sponsorowania programu, a Ford użył Idola do promowania swojej myślącej technologii w samochodach poprzez reklamy, w których występowali uczestnicy.
- Coca-Cola – kubki z logiem firmy oraz sporadycznie jej spółki stowarzyszonej Vitaminwater[99] są widoczne na stole jury. Uczestnicy i prowadzący rozmawiają przed występem w Coca-Cola Red Room, ekwiwalent tradycyjnego green roomu. (Logo Coca-Cola jest zasłonięte, gdy program jest wyświetlany w Wielkiej Brytanii z powodu zakazu umieszczania logo w programach od 2010 roku[100].)
- Ford – uczestnicy występują w specjalnych reklamach Forda podczas odcinka z wynikami. Zwycięzcy Kelly Clarkson, Taylor Hiskc oraz Kris Allen także pojawili się w reklamach nakręconych dla Forda. Zwycięzca i runner-up w 4,5 i 6 sezonie otrzymali Forda Mustang, w sezonie 7 Forda Escape Hybrid, w sezonie 8 Forda Fusion Hybrid oraz w sezonie 9 Forda Fiestę. W Red Roomie znajduje się stolik, który w podstawie ma koło samochodu Ford.
- AT&T – AT&T Mobility jest promowany jako dostawca głosowania przez wiadomości tekstowe. AT&T wykreowało kampanię, w której nastolatek podchodzi do ludzi wokół niego i namawia ich do głosowania.
- Apple iTunes – Ryan Seacrest informuje o możliwości ściągnięcia, przez iTunes Store, występów uczestników. Na filmach widać jak uczestnicy uczą się swoich piosenek wraz z iPodem.
- Poprzedni sponsorzy Old Navy oraz Herbal Essences. W sezonie 2 i 3, mogli zakładać ubrania marki Old Navy na swoje występy, pomagał im przy tym także stylista Steven Cojocaru[101] oraz używali produktów marki Herbal Essences. Podczas 7 sezonu obaj, David Cook and David Archuleta, używali Risky Business zainspirowana reklama dla Guitar Hero, sponsora trasy koncertowej[102].

### Muzyka
American Idol tradycyjnie po każdym sezonie wypuszcza album ze studyjnymi nagraniami występów uczestników programu. Przez pierwsze pięć sezonów wydawano album kompilacyjny na koniec sezonu. Wszystkie pięć pierwszych albumów dotarło do Top 10 na liście Billboard 200, co uczyniło American Idol najbardziej udanym soundtrackiem spośród programów telewizyjnych oraz filmów. Podczas 6 sezonu dostępne są indywidualne występy, które są wydawane podczas sezonu i można je ściągać tylko z oficjalnej strony programu. Od 7 sezonu występy na żywo oraz nagrania studyjne są dostępne do ściągnięcia poprzez iTunes Store.
Przez pierwsze dziewięć sezonów, Sony Music było partnerem w promocji oraz dystrybucji muzyki oraz miało prawo do odmowy podpisania kontraktu do trzech miesięcy po zakończeniu sezonu. W 2010 Sony zostało zastąpione przez Interscope-Geffen-A&M wytwórnię płytową należącą do Universal Music Group.

### Trasa koncertowa American Idol
Uczestnicy Top 10 z każdego sezonu biorą udział w trasie koncertowej. Pierwsze siedem tras sponsorowanych było przez Pop-Tart należące do Kellogg Company, do trasy koncertowej po siódmym sezonie dodano Guitar Hero. Sponsorem 9 trasy koncertowej było M&M's. Piąta trasa koncertowa była najbardziej udaną, z dochodem powyżej 35 mln dolarów.

### Powiązane
Gry American Idol
- American Idol – PlayStation 2, PC, Game Boy Advance, telefon
- Karaoke Revolution Presents American Idol – PlayStation 2, Xbox 360
- Karaoke Revolution Presents American Idol Encore – PlayStation 2, PlayStation 3, Wii, Xbox 360
- Karaoke Revolution Presents American Idol Encore 2 – PlayStation 3, Wii, Xbox 360

## American Idol Experience
W lutym 2008 roku The Walt Disney Company ogłosiła, że buduje The American Idol Experience w Walt Disney World Resort na Florydzie. Show jest współprodukowane z 19 Entertainment. Goście parku wybierają jedną piosenkę z listy i biorą udział w prywatnym przesłuchaniu dla ekipy parku. Ci, którzy zostaną wybrani występują przed 1000 widownią, na której zasiadają goście parku, i są krytykowani przez trójkę sędziów. Publiczność głosuje na swojego faworyta. Podczas ostatniego występu w ciągu dnia występują wszyscy zwycięzcy w poprzednich występów w ciągu dnia. Zwycięzcy dostają bilety z przywilejem stania na początku kolejki podczas każdego przesłuchania w prawdziwym programie.

## Transmisja międzynarodowa
American Idol jest transmitowany do ponad 100 krajów na całym świecie. W większości nie jest to transmisja na żywo. Odcinki są transmitowane na żywo w Kanadzie, Australii i Izraelu (przez większość odcinków). w Malezji, Indiach, Filipinach oraz na Bliskim Wschodzie odcinki mogą być opóźnione. W tych krajach, w których odcinki są opóźniane często dwa odcinki łączy się w jeden. W Australii odcinki są emitowane 5 godzin po ich emisji w Stanach Zjednoczonych, MBC4 (kanał telewizji z Bliskiego Wschodu) nadaje odcinki w 19 godzin USA, a Wielka Brytania pokazuje odcinki na kanale cyfrowym ITV2 dzień po emisji w USA. American Idol nadawany jest także w Irlandii na TV3 dwa dni po emisji w USA. W Brazylii oraz w Izraelu odcinki także są emitowane z dwudniowym opóźnieniem.
| Kraj / Region                              | Kanał                                                                                         |
| ------------------------------------------ | --------------------------------------------------------------------------------------------- |
| Stany Zjednoczone (oryginalnie)            | Fox                                                                                           |
| Australia                                  | FOX8                                                                                          |
| Kanada                                     | CTV/Fox                                                                                       |
| Chorwacja                                  | RTL Televizija                                                                                |
| Bliski Wschód                              | MBC4                                                                                          |
| Azja                                       | STAR World                                                                                    |
| Brazylia                                   | Sony Entertainment Television                                                                 |
| Dania                                      | TV3 Viasat                                                                                    |
| Estonia                                    | TV3                                                                                           |
| Finlandia                                  | Sub →2007, MTV3                                                                               |
| Francja                                    | M6                                                                                            |
| Hongkong, Indie, Azja Południowo-Wschodnia | STAR World                                                                                    |
| Hongkong, Makau, Guangdong                 | aTV World                                                                                     |
| Chiny                                      | STAR TV                                                                                       |
| Węgry                                      | TV2                                                                                           |
| Islandia                                   | Stöð 2                                                                                        |
| Indie                                      | STAR World                                                                                    |
| Indonezja                                  | STAR World                                                                                    |
| Iran                                       | PMC                                                                                           |
| Irlandia                                   | TV3 Ireland                                                                                   |
| Izrael                                     | HOT family / yes stars Base                                                                   |
| Włochy                                     | Sky Uno                                                                                       |
| Japonia                                    | FOXlife, FOX HD, BS11                                                                         |
| Ameryka Łacińska                           | Sony Entertainment Television                                                                 |
| Malezja                                    | 8TV, STAR World STV6                                                                          |
| Nowa Zelandia                              | TVNZ                                                                                          |
| Norwegia                                   | TV2 Zebra                                                                                     |
| Filipiny                                   | ABC 5 (teraz TV5) (2004–2007) QTV11 (2008–obecnie), GMA (okazjonalny nadawca) STAR World, Fox |
| Polska                                     | TV6, AXN                                                                                      |
| Portugalia                                 | FOX Life                                                                                      |
| Rumunia                                    | AXN                                                                                           |
| Singapur                                   | MediaCorp TV Channel 5, STAR World                                                            |
| RPA                                        | M-Net Series (Sezon 1–8) M-Net (Sezon 9)                                                      |
| Szwecja                                    | TV4                                                                                           |
| Tajwan                                     | STAR World                                                                                    |
| Tajlandia                                  | STAR World                                                                                    |
| Wielka Brytania                            | ITV2                                                                                          |
| Wietnam                                    | STAR World                                                                                    |

Od sezonu siódmego American Idol jest transmitowany bezpośrednio do Australii przez satelitę na FOX8 w 7 godzin po premierze w USA.
W Południowo-Wschodniej Azji show jest nadawany przez satelitę przez STAR World w każdą środę i czwartek dziewięć godzin po emisji w Stanach Zjednoczonych.
Od 20 listopada 2010 w Iranie American Idol jest emitowany przez PMC w soboty, poniedziałki i środy o 20:00 i w soboty, niedziele i wtorki o 17:00.